# Transbordador de cable

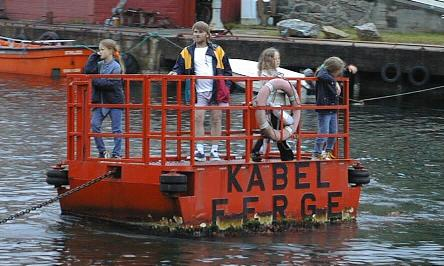
Transbordador de cable operado con monedas en Espevær, en Bømlo, Noruega.

Un transbordador o ferri de cable (en inglés: chain ferry, también swing ferry, floating bridge o punt) es un transbordador guiado (y en muchos casos impulsado) a través de un río o cuerpo de agua por medio de cables fijados a ambas orillas. Los primeros ferris de cable utilizaban tanto cuerdas como cadenas de acero, siendo estos últimos conocidos finalmente como transbordador de cadena. Ambos fueron reemplazados en gran medida por el cable de acero, más fuerte y durable, a finales del siglo XIX.
En algunos países se utiliza el término chalana para describir transbordarores de distancias cortas, pequeños y en general descubiertos.

## Tipos
Hay tres tipos de ferri de cable:

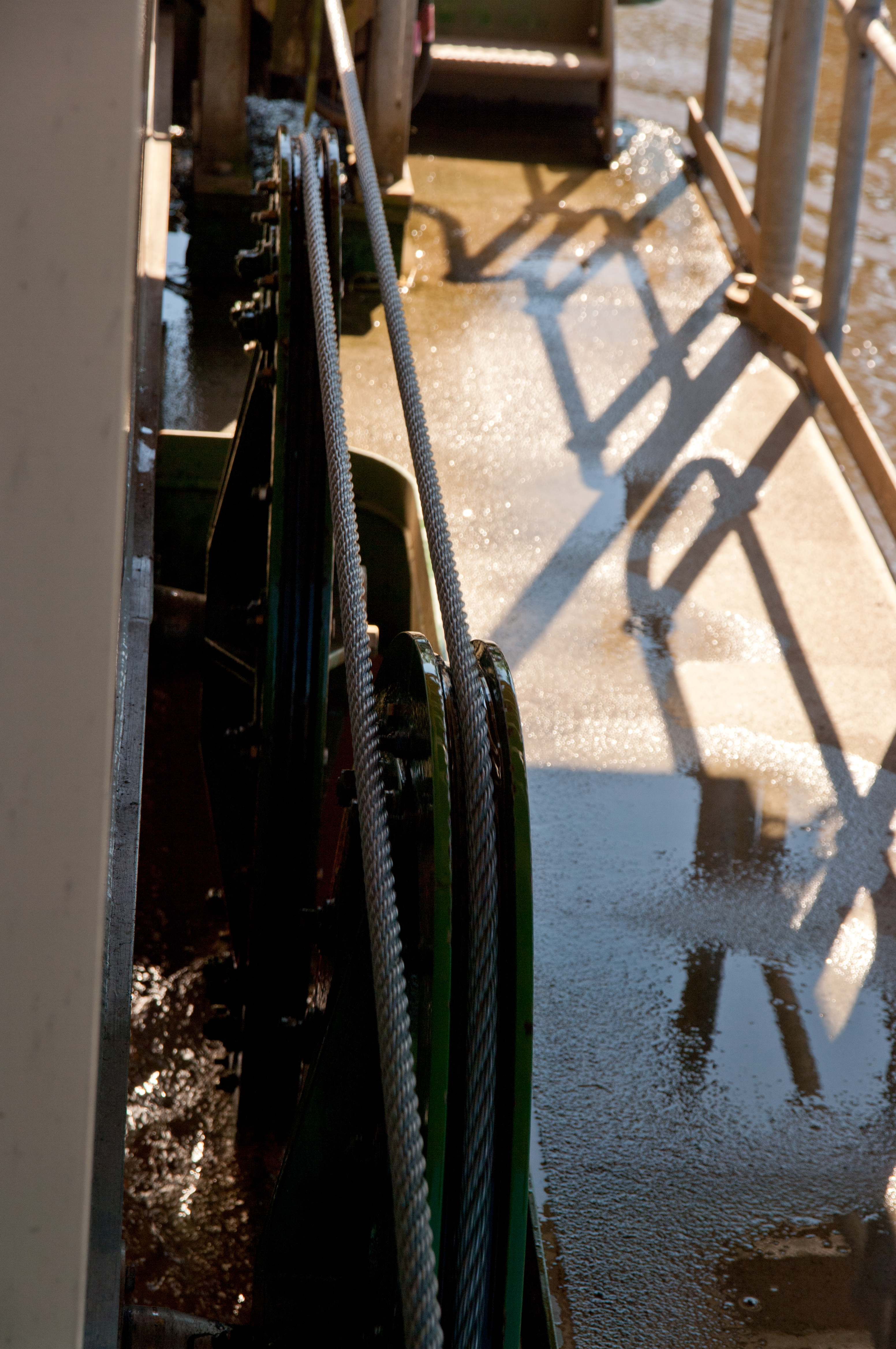
Mecanismo de arrastre en el Sackville Ferry.

- el ferri de reacción, que utiliza la fuerza del río para moverse a través de la corriente;
- el ferri de cable accionado, que utiliza un motor o motores tanto de gasoil o gasolina como eléctricos (por ejemplo, la Canby Ferry) para desplazarse;
- el ferri de accionamiento manual, de rápida desaparición, como el ferri de cadena de Stratford-upon-Avon, en el Reino Unido, y los ferris de cadena de Saugatuck, en Michigan, EE. UU.

Los ferris de cable utilizan engranajes accionados o bobinas en el barco para tirar de sí mismos a lo largo de los cables. Los cables o las cadenas tienen una considerable holgura con el fin de que se hundan por debajo de la superficie del agua cuando el ferri se aleja, para permitir que otras embarcaciones pasen sin quedar ancladas o atrapadas. Cuando un ferri transporta tanto pasajeros como vehículos, la cubierta para los vehículos ocupa el centro (lo que ayuda a equilibrar la embarcación) y hay dos zonas de pasajeros a los lados, sobre los túneles para las cadenas y los motores. Cuando el transbordador no se puede dirigir se construye una rampa en ambos extremos, y por lo general hay un conjunto de controles que se enfrentan.
Los ferris de cable son comunes donde hay poco tráfico acuático que pueda quedar engancharse en el cable o cadenas; en donde el agua puede ser demasiado poco profunda para otras opciones; o donde la corriente del río es demasiado fuerte para permitir el paso seguro de un transbordador que no esté conectado a la orilla. La alineación de la plataforma en cada extremo del trayecto es automática y, sobre todo en los transbordadores de vehículos, es más seguro que un transbordador de libre movimiento que pudiera estar en malas condiciones.
Un tipo especial son los ferries alimentados eléctricamente con cables aéreos, como el Straussee Ferry, que tienen una unidad de propulsión a bordo y pueden flotar libremente, pero están conectados al cable aéreo para el suministro de energía, usando un cable eléctrico que desliza por el cable cuando el ferri se mueve.

## Historia

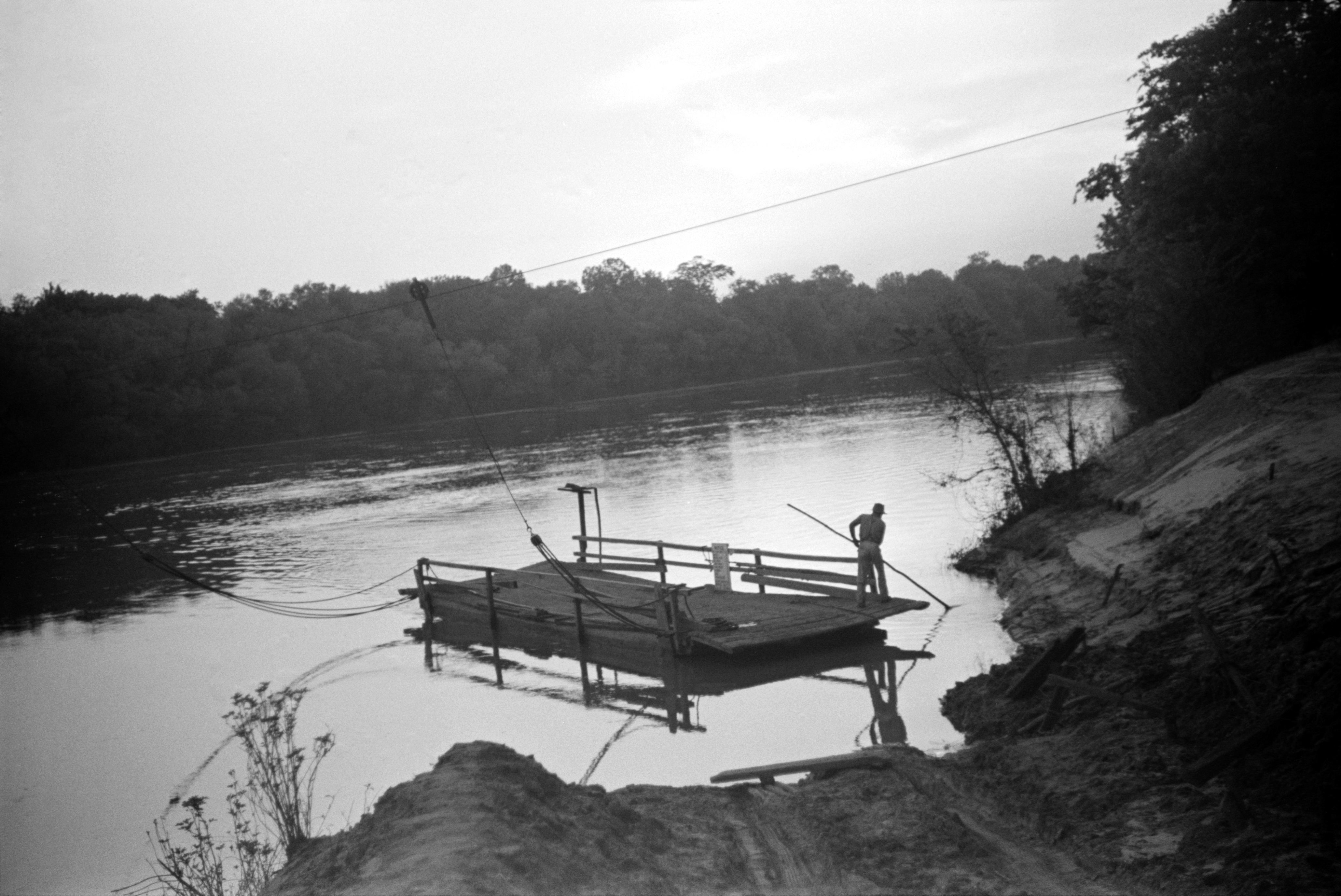
Ferri de cable simple, Gee's Bend (Alabama), 1939

Los transbordadores de cable probablemente han sido utilizados para cruzar ríos y cuerpos de agua similares desde mucho antes de que haya registros históricos. Ejemplos de rutas de ferri que emplearon esta tecnología datan de antes del siglo XIII (Hampton Ferry, en Inglaterra).
A principios de 1900 se instaló en el río Kennebecasis, cerca de Saint John, Nuevo Brunswick en Canadá, un transbordador de cable diseñado por el ingeniero canadiense William Pitt. En la actualidad hay ocho ferris de cable a lo largo del sistema fluvial del río St John en el sur de Nuevo Brunswick. En Canadá se ha propuesto un ferri de cable para transportar automóviles al otro lado del río Ottawa, en Ontario. Hay varios en la Columbia Británica: dos en el río Fraser, uno en Lytton, uno en Big Bar, tres en los lagos Arrow. Un ferri de cable suspendido operó hasta la década de 1980 en Boston Bar. Un pequeño ferri de reacción, de temporada, lleva los coches a través de la Rivière des Prairies desde Laval (barrio de Sainte-Dorothée a la isla Bizard (parte de Montreal).
Los ferris de cable ocuparon un lugar sobresaliente en el temprano transporte en el delta del Sacramento de California. Decenas de ferris de cable operaron en el río Columbia en el noroeste de los EE. UU., y la mayoría han quedado obsoletos por la construcción de nuevos puentes. Un ferri de cable suspendido para vagones de ferrocarril cruzó el río de los Americanos en el norte de California.
La mayoría de los cruces de carretera en el río Murray en Australia del Sur son ferries de cable operados por el gobierno estatal que usan motores diésel. Las plataformas en los extremos se pueden mover hacia arriba o hacia abajo según sea el nivel de agua. En una época los ferries de cable fueron el principal medio de transporte de automóviles en Nueva Gales del Sur en Australia. En Tasmania, durante un siglo antes de 1934, el Risdon Punt, en Hobart, fue el único método fijo de cruzar el río Derwent dentro de los límites de la ciudad de Hobart.
En el pueblo de pescadores de Tai O en la isla de Lantau, Hong Kong, el Tai O Ferry (横 水渡) cruzó el río Tai O antes de que se construyese el actual puente levadizo.

## Propiedad
Los primeras chalanas fueron propiedad privada de propietarios de tierras locales, que cargaban un peaje. Cuando los gobiernos empezaron a construir carreteras, se comenzaron a construir y operar chalanas según fuera necesario. Las chalanas privadas podían ser compradas, o hechas para imponer peajes estándar.

## Riesgos e incidentes
- Mannam punt se desgarró por rotura del cable y fue a la deriva.[4]
- Blanchetown punt cayó fuera de uso debido al bajo nivel de agua en el río.[5]

Se pueden duplicar las chalanas si la capacidad de uno no es suficiente. Los ferries gemelos permiten que uno opere mientras el otro está siendo mantenido. Lista de andariveles ferriesCurrent cable incluye.:

## Lista de ferries de cable
Los ferries de cable en servicio más destacados, por países, son los siguientes:

### Albania
- Butrint Ferry, cruza el Vivari Channel cerca de Butrint[7]

### Alemania

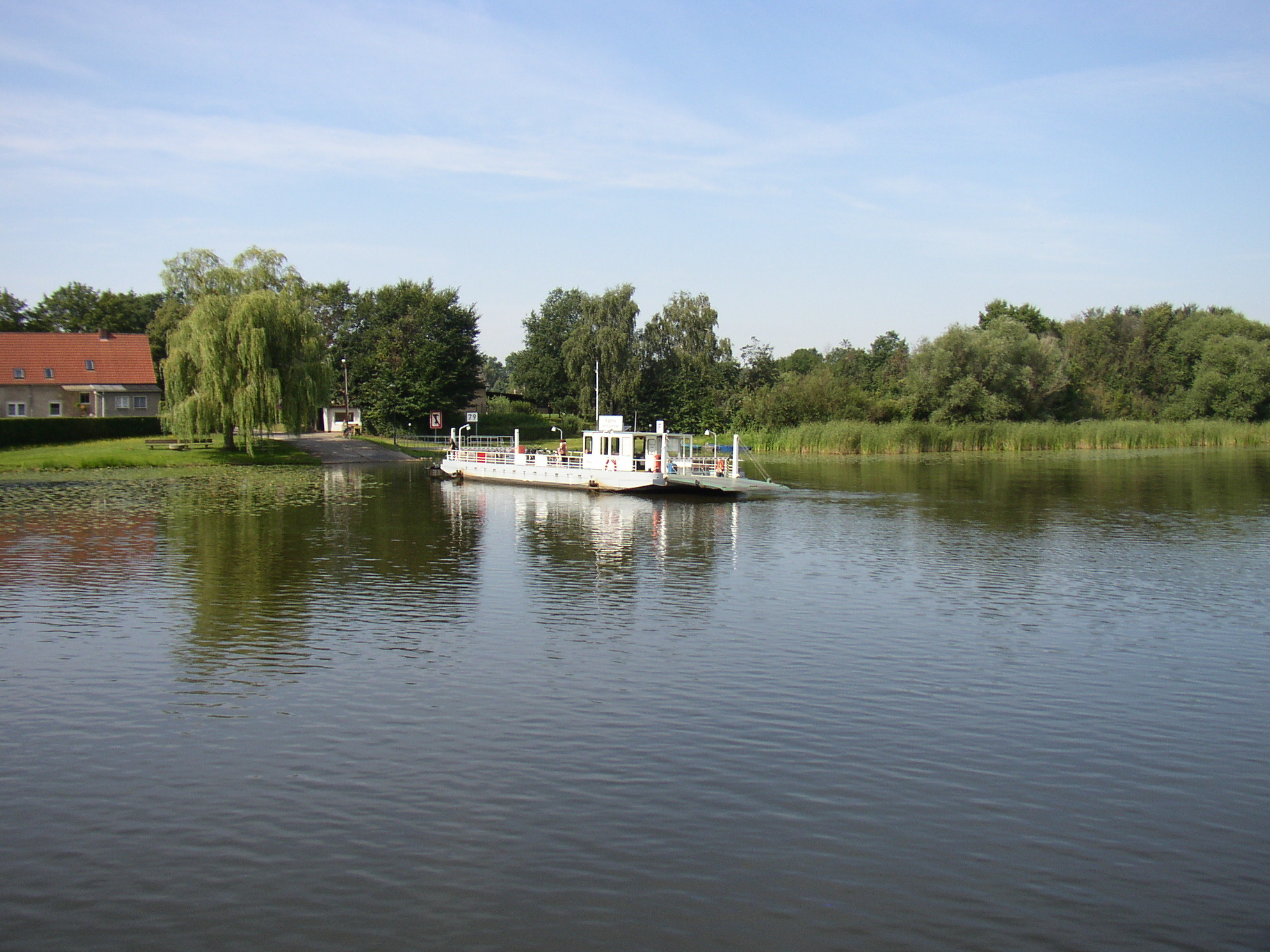
El transbordador de Pritzerbe

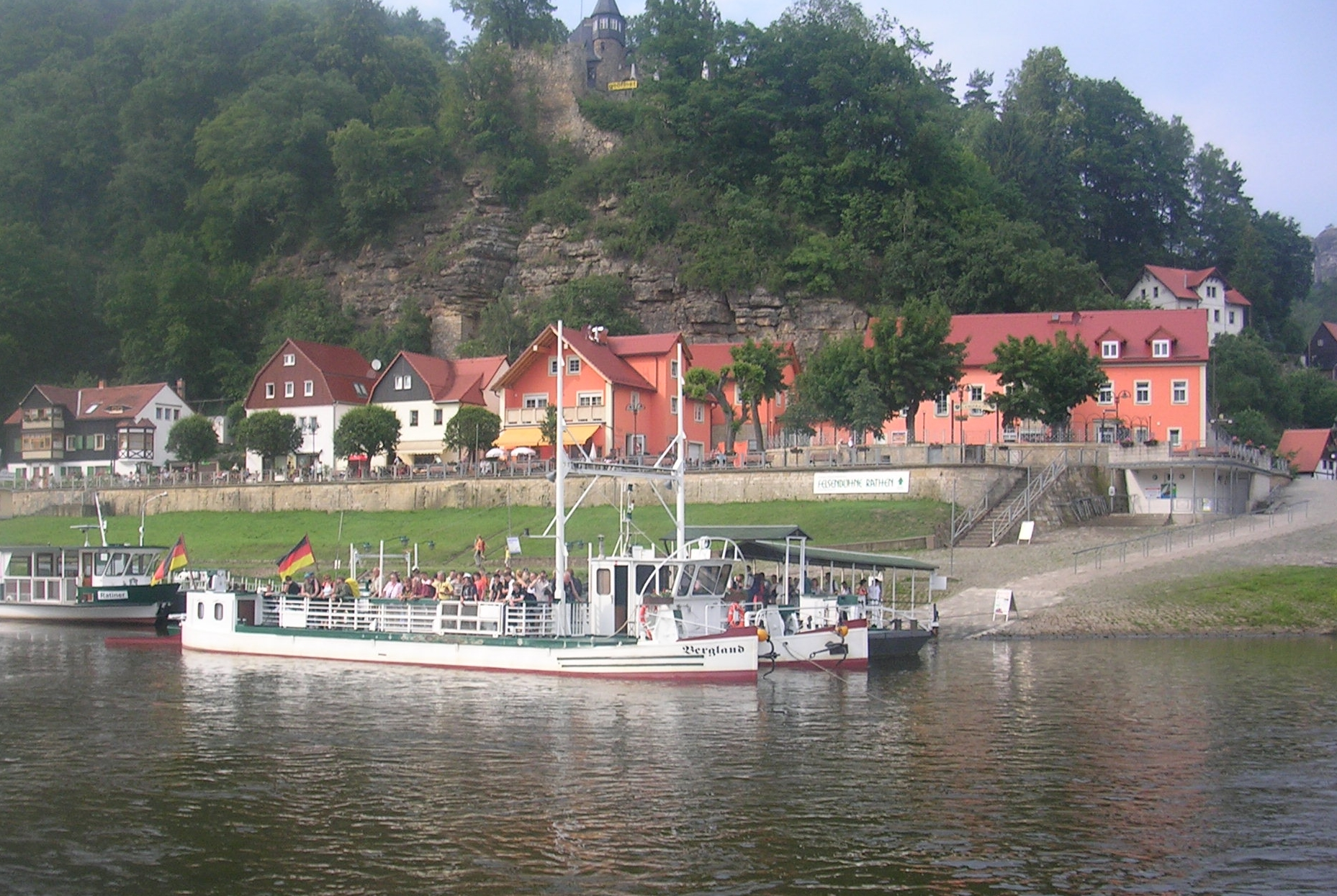
El transbordador de Rathen

- Fähre Aken, cruza el río Elba en Aken en Sajonia-Anhalt
- Fähre Barby, cruza el río Elba en Barby en Sajonia-Anhalt
- Fähre Caputh, cruza el río Havel en Caputh en Brandeburgo
- Fähre Coswig, cruza el río Elba en Coswig en Sajonia-Anhalt
- Fähre Ferchland-Grieben, cruza el río Elba entre Ferchland y Grieben en Sajonia-Anhalt
- Kabelfähre Ketzin, cruza el Havel en Ketzin en Brandeburgo
- Fähre Kiewitt, cruza el Havel en Potsdam en Brandeburgo
- Fähre Maintal–Dörnigheim, cruza el río Meno cerca de Maintal en Hesse
- Fähre Friesenheimer Insel-Sandhofen, cruza un viejo brazo del río Rin en Mannheim
- Fähre Pritzerbe, cruza el río Havel entre Havelsee y Kützkow en Brandeburgo
- Fähre Rathen, cruza el río Elba en Rathen en Sajonia
- Fähre Räbel, cruza el río Elba entre Räbel y Havelberg en Sajonia-Anhalt
- Fähre Rothenburg, cruza el río Saale en Rothenburg en Sajonia-Anhalt
- Fähre Sandau, cruza el río Elba en Sandau en Sajonia-Anhalt
- Fähre Straussee, cruza el Straussee en Strausberg en Brandeburgo
- Fähre Teterower See, hasta una isla en el Teterower See en Mecklemburgo-Pomerania Occidental
- Fähre Veckerhagen, cruza el río Weser entre Veckerhagen en Hesse y Hemeln en Baja Sajonia
- Fähre Westerhüsen, cruza el río Elba en Magdeburgo en Sajonia-Anhalt
- Kabelfähre Gräpel, cruza el río Oste en Gräpel en Baja Sajonia

### Argentina
- Balsa Maroma Villa Llanquín, cruza el Río Limay en la provincia de Río Negro

### Australia

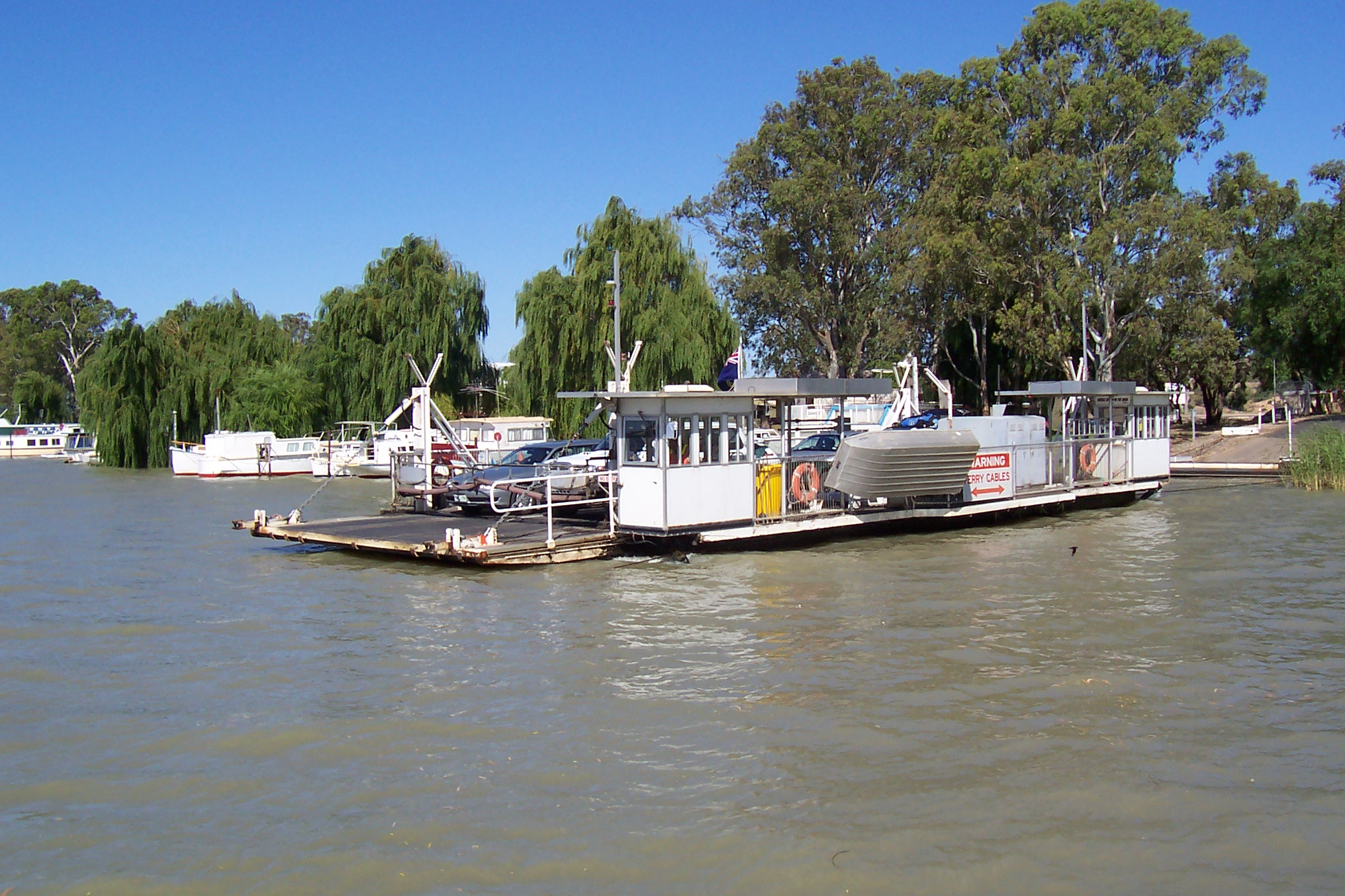
Ferry Mannum.

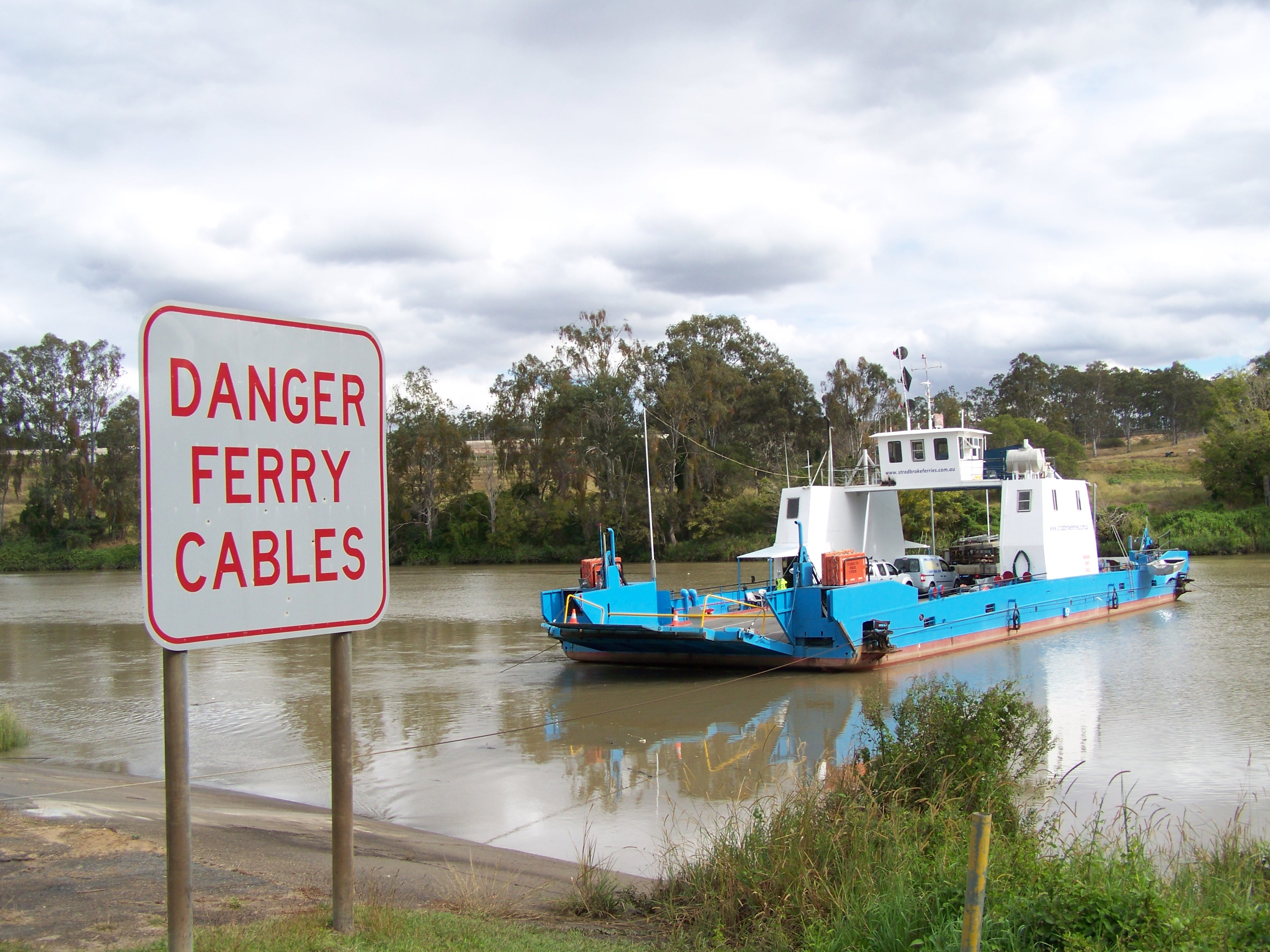
Ferry Moggill

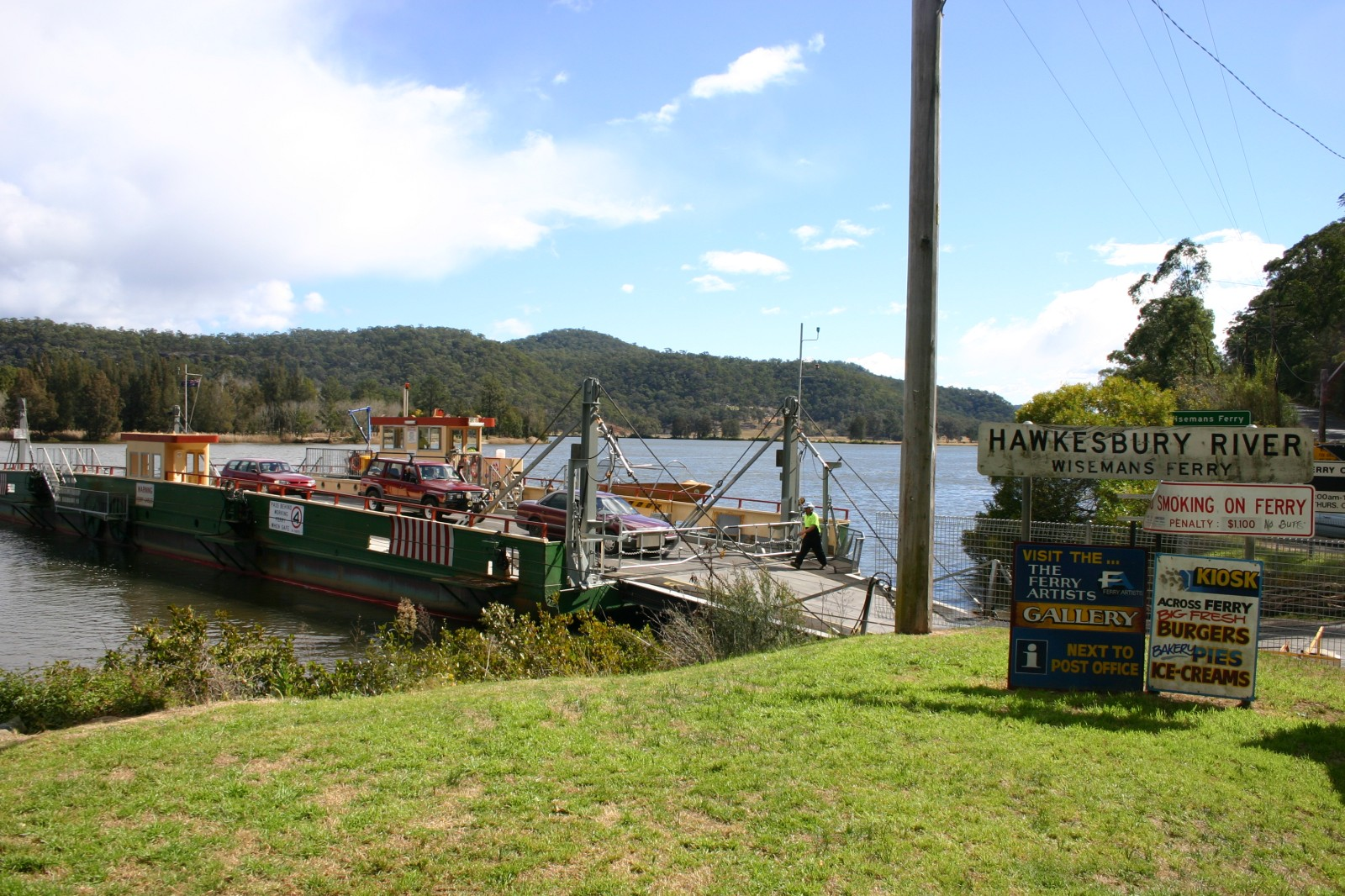
Ferry Wisemans

- Berowra Waters Ferry, en Berowra Waters en Nueva Gales del Sur
- Blanchetown Punt[8]
- Cadell Ferry, cruza el río Murray en Cadell, Australia Meridional[9]
- Daintree River Ferry, cruza el río Daintree en Queensland
- Hibbard Ferry, cruza el río Hastings cerca de Port Macquarie, Nueva Gales del Sur[10][11]
- Lawrence Ferry, cruza el Clarence en Nueva Gales del Sur[12]
- Lower Portland Ferry, cruza el río Hawkesbury near the village of Lower Portland, Nueva Gales del Sur
- Lyrup Ferry, cruza el río Murray en Lyrup, Australia Meridional[9]
- Mannum Ferry, cruza el río Murray en Mannum, Australia Meridional (two parallel ferries)[9]
- Moggill Ferry, cruza el río Brisbane cerca de Ipswich, Queensland[13]
- Morgan Ferry, cruza el río Murray en Morgan, Australia Meridional[9]
- Mortlake Ferry, cruza el río Parramatta en Sídney, Nueva Gales del Sur
- Narrung Ferry, cruza el río Murray en Narrung, Australia Meridional[9][14]
- Noosa River Ferry, cruza el río Noosa en Queensland[15]
- Purnong Ferry, cruza el río Murray en Purnong, Australia Meridional[9]
- Raymond Island Ferry, desde Paynesville hasta isla Raymond en Victoria
- Sackville Ferry, cruza el río Hawkesbury cerca de la localidad deSackville, Nueva Gales del Sur
- Settlement Point Ferry, cruza el río Hastings cerca de Port Macquarie, Nueva Gales del Sur[10][11]
- Speewa Ferry, cruza el río Murray entre Nueva Gales del Sur y Victoria en Speewa
- Swan Reach Ferry, cruza el río Murray en Swan Reach, Australia Meridional[9]
- Tailem Bend Ferry, cruza el río Murray en Tailem Bend, Australia Meridional[9]
- Ulmarra Ferry, cruza el río Clarence en Nueva Gales del Sur
- Waikerie Ferry, cruza el río Murray en Waikerie, Australia Meridional[9]
- Walker Flat Ferry, cruza el río Murray en Walker Flat, Australia Meridional[9]
- Webbs Creek Ferry, cruza el río Hawkesbury en la localidad de Wisemans Ferry, Nueva Gales del Sur
- Wellington Ferry, cruza el río Murray en Wellington, Australia Meridional[9]
- Wisemans Ferry, cruza el río Hawkesbury en la localidad de Wisemans Ferry, Nueva Gales del Sur
- Wymah Ferry, cruza el río Murray entre Nueva Gales del Sur y Victoria

### Austria
- Rollfähre Klosterneuburg, cruza el río Danubio en Klosterneuburg
- Drahtseilbrücke Ottensheim, cruza el río Danubio en Ottensheim
- https://www.weissenkirchen-wachau.at/ueber-weissenkirchen/mobilitaet/rollfaehre.html

### Belice
- Xunantunich Ferry, cruza el río Mopan en Xunantunich

### Canadá

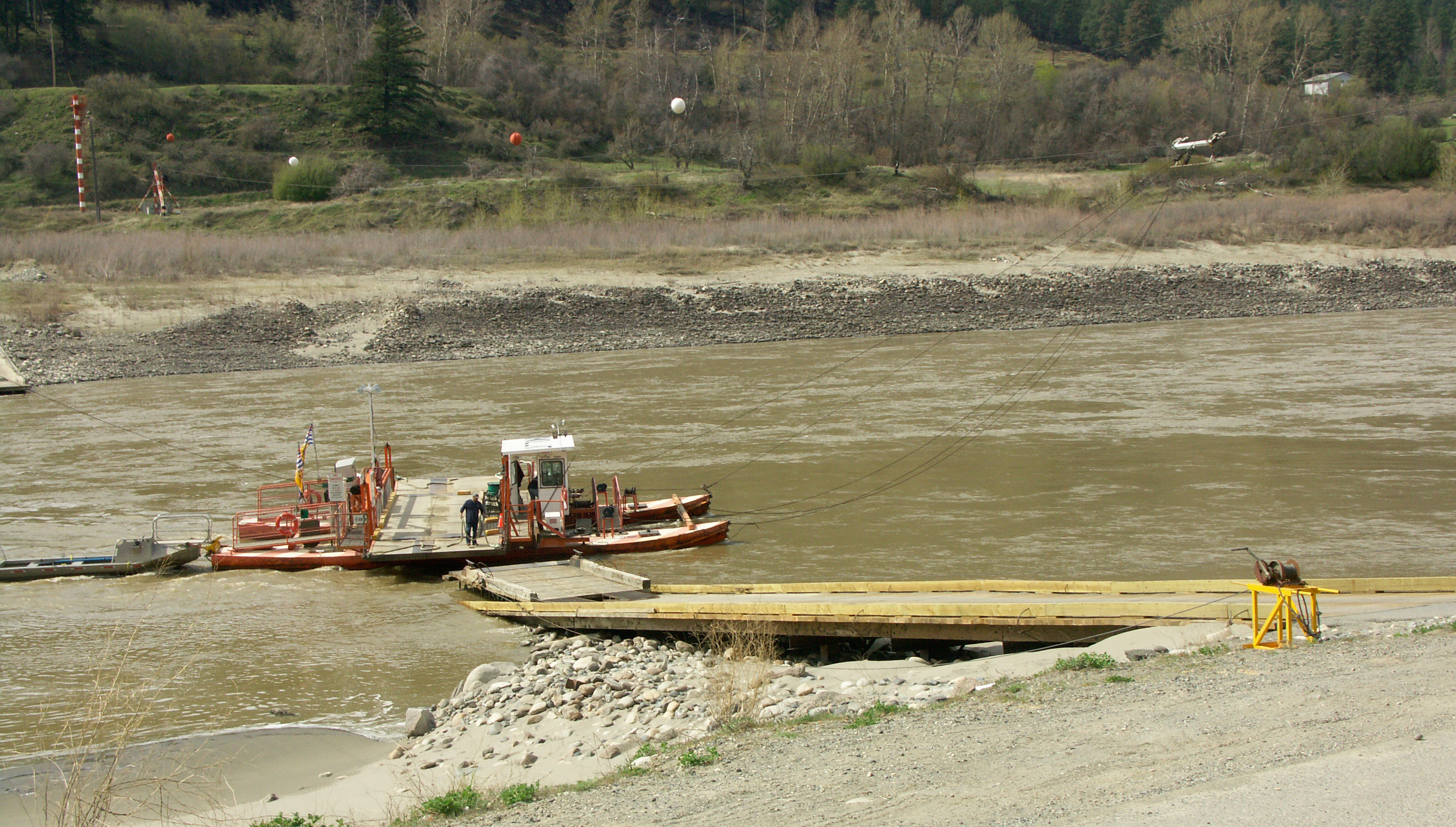
Lytton Ferry (río Fraser)

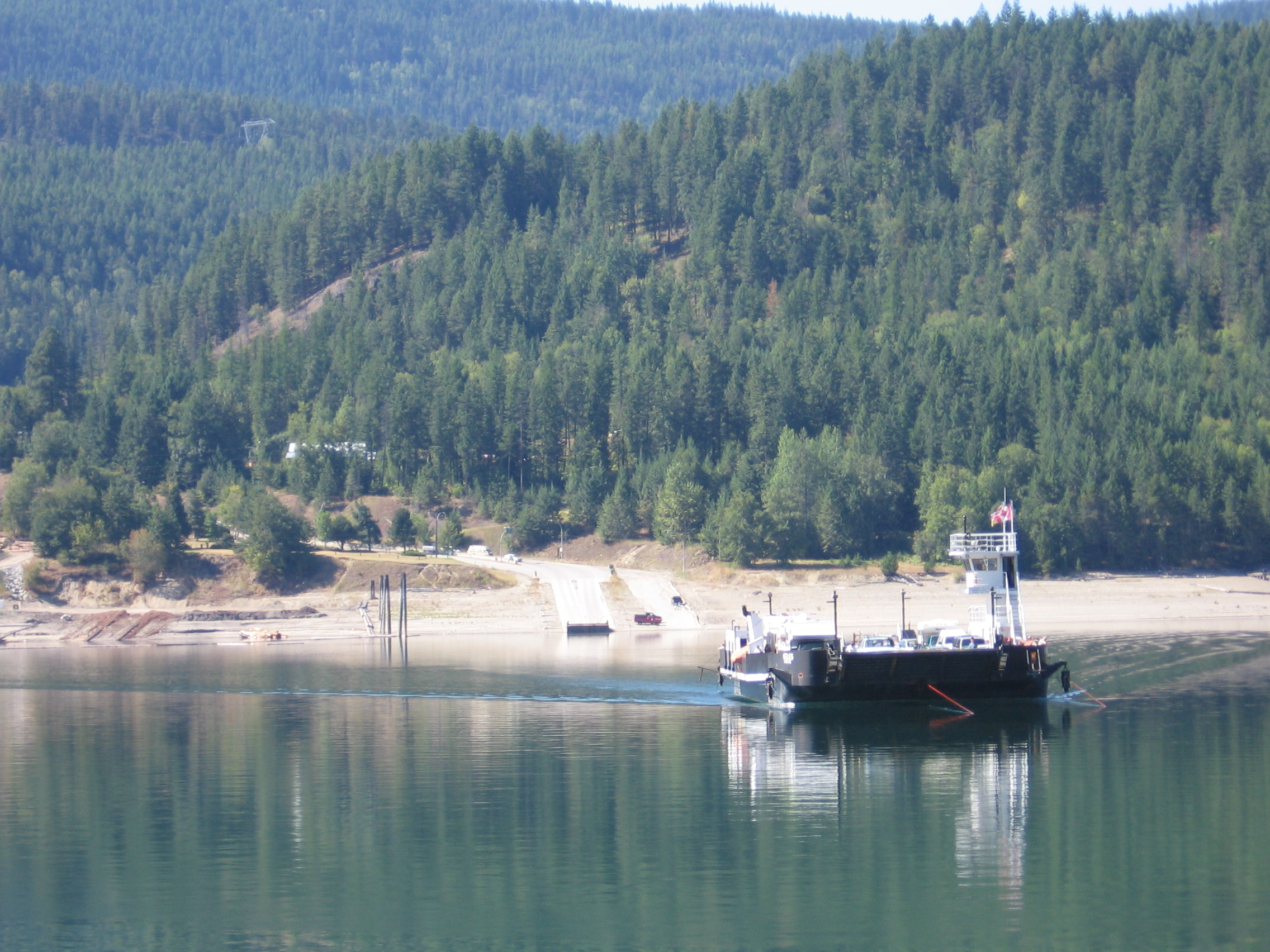
Needles Cable Ferry (lagos Arrow)

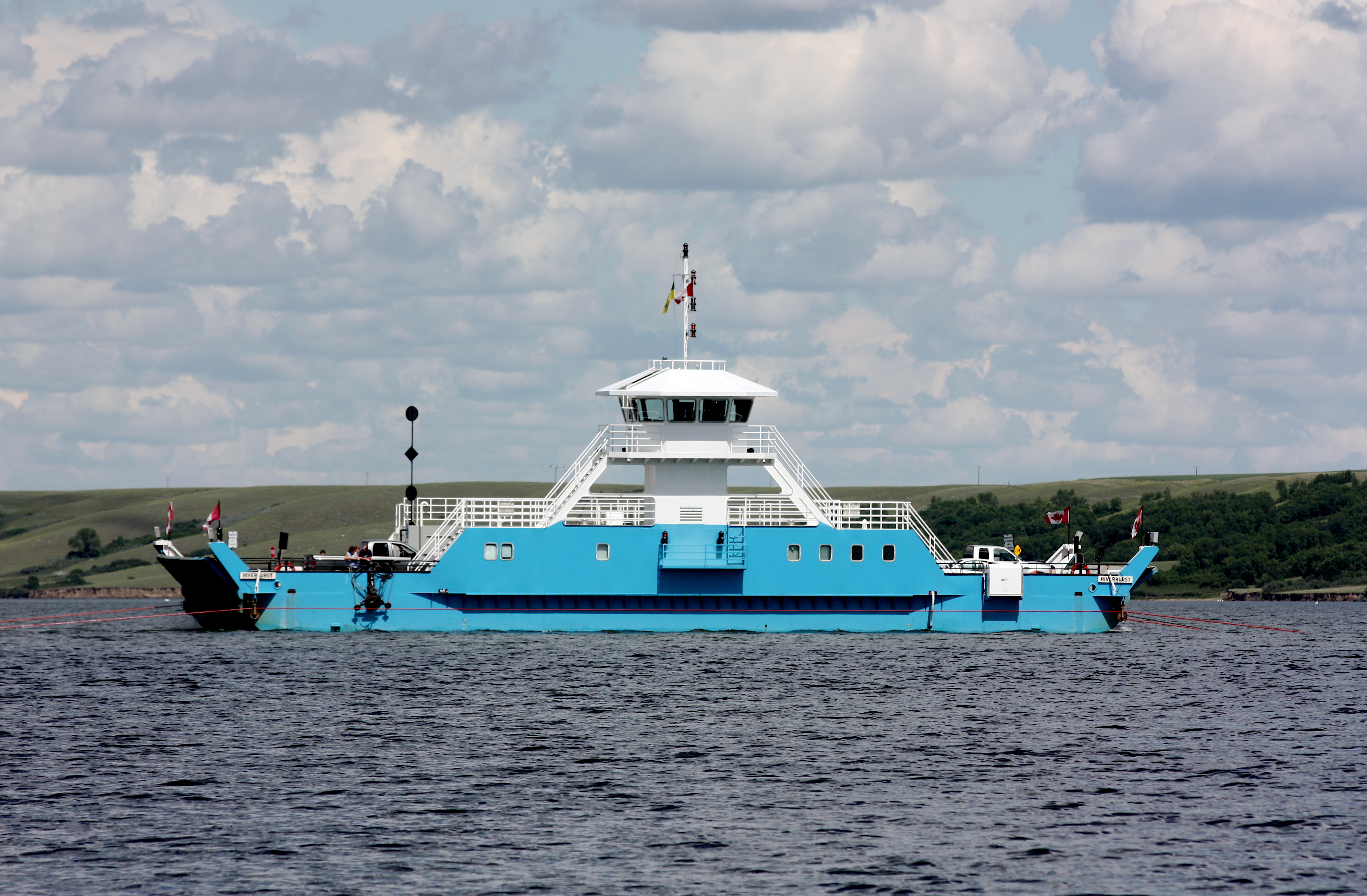
Riverhurst Ferry

- Adams Lake Cable Ferry, cruza el lago Adams en Columbia Británica[16]
- Belleisle Bay Ferry, cruza Belleisle Bay en Nuevo Brunswick
- Big Bar Ferry, cruza el río Fraser en Big Bar, Columbia Británica
- Bleriot Ferry, cruza el río Red Deer cerca de Drumheller, Alberta[17]
- Clarkboro Ferry, cruza el río Saskatchewan Sur cerca de Saskatoon, Saskatchewan
- Country Harbour Ferry, cruza Country Harbour cerca de Port Bickerton, Nueva Escocia.
- Crowfoot Ferry, cruza el río Bow en Alberta[17]
- Englishtown Ferry, cruza ela boca de la bahía St. Anns en Nueva Escocia
- Evandale Ferry, cruza el río Saint John en Nuevo Brunswick
- Finnegan Ferry, cruza el río Red Deer en Alberta[17]
- Gagetown Ferry, cruza el río Saint John en Nuevo Brunswick
- Glade Cable Ferry, cruza el río Kootenay en Columbia Británica[16]
- Gondola Point Ferry, cruza el río Kennebecasis en Nuevo Brunswick
- Hampstead Ferry, cruza el río Saint John en Nuevo Brunswick
- Harrop Ferry, cruza el río Kootenay en Columbia Británica[16]
- Kennebecasis Island Ferry, cruza el río Kennebecasis en Nuevo Brunswick
- Klondyke Ferry, cruza el río Athabasca en Alberta[17]
- LaHave Cable Ferry, cruza el río LaHave en Nueva Escocia
- Laval-sur-le-Lac Île-Bizard Ferry, cruza el Rivière des Prairies cerca de Montreal, Quebec
- Little Fort Ferry, cruza el río Thompson Norte en Columbia Británica[16]
- Little Narrows Cable Ferry, cruza el Little Narrows de la bahía Whycocomagh en Nueva Escocia
- Low Bar Ferry, cruza el río Fraser en High Bar, Columbia Británica
- Lytton Ferry, cruza el río Fraser en Lytton, Columbia Británica
- McLure Ferry, cruza el río North Thompson en Columbia Británica[16]
- Needles Cable Ferry, cruza Lower Arrow Lake en Columbia Británica
- Riverhurst Ferry, cruza el lago Diefenbaker, Saskatchewan
- Rosevear Ferry, cruza el río McLeod cerca de Edson, Alberta[17]
- Usk Ferry, cruza el río Skeena en Usk, Columbia Británica[16]
- Westfield Ferry, cruza el río Saint John en Nuevo Brunswick

### Dinamarca
- Ferry Østre, cruza el Isefjord entre Hammer Bakke y Orø. Utiliza cables de dirección, pero hélices para la propulsión..
- Ferry Udbyhøj, cruza el fiordo Randers.

### Estados Unidos

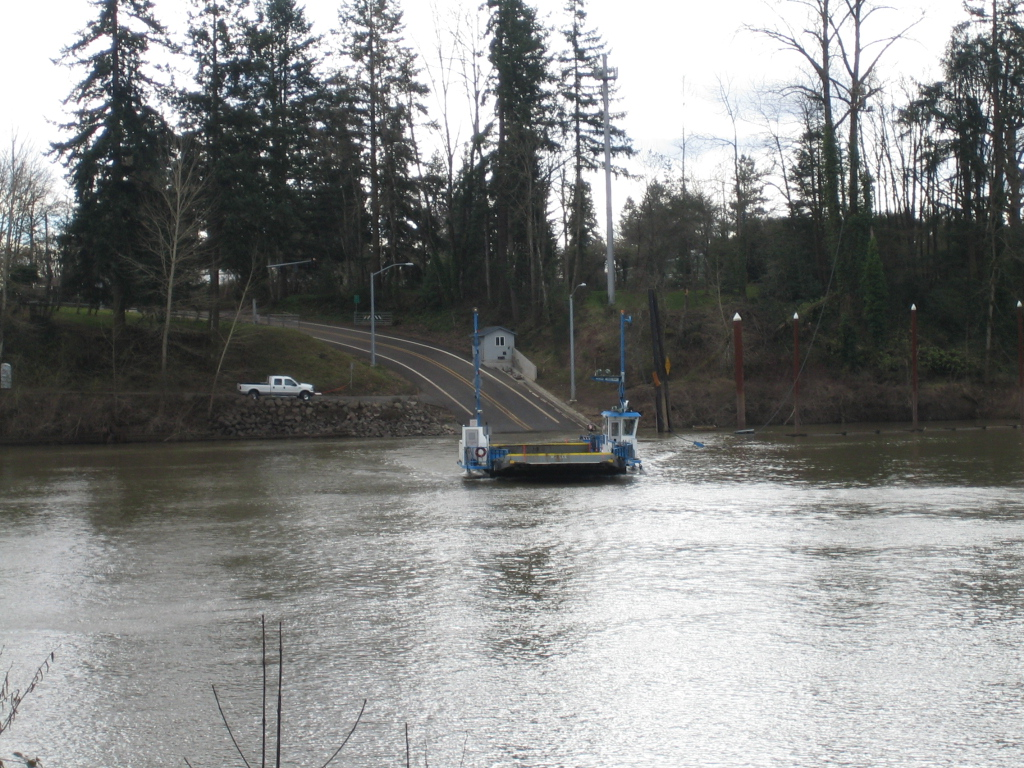
Ferry Canby

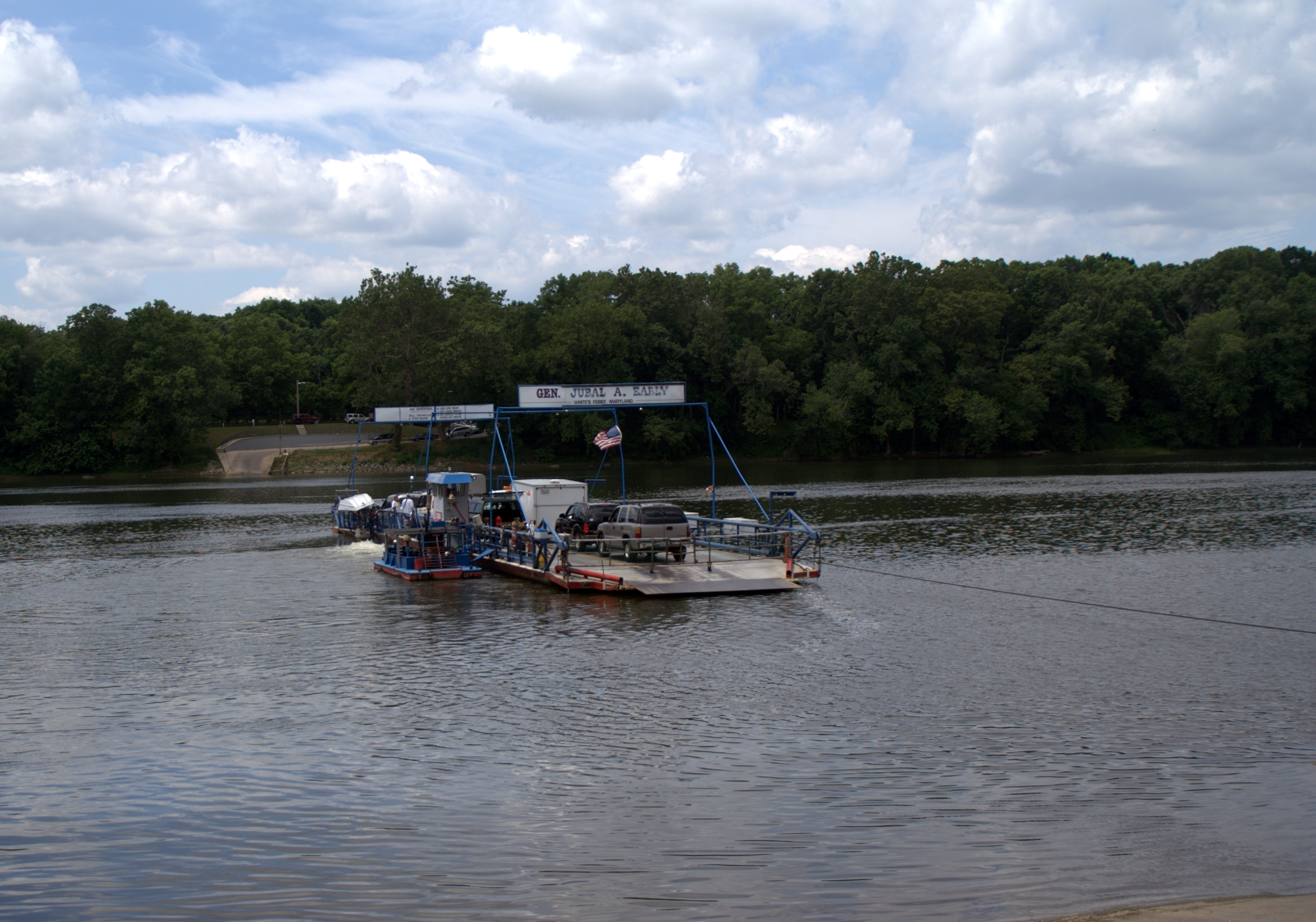
White's Ferry en el río Potomac

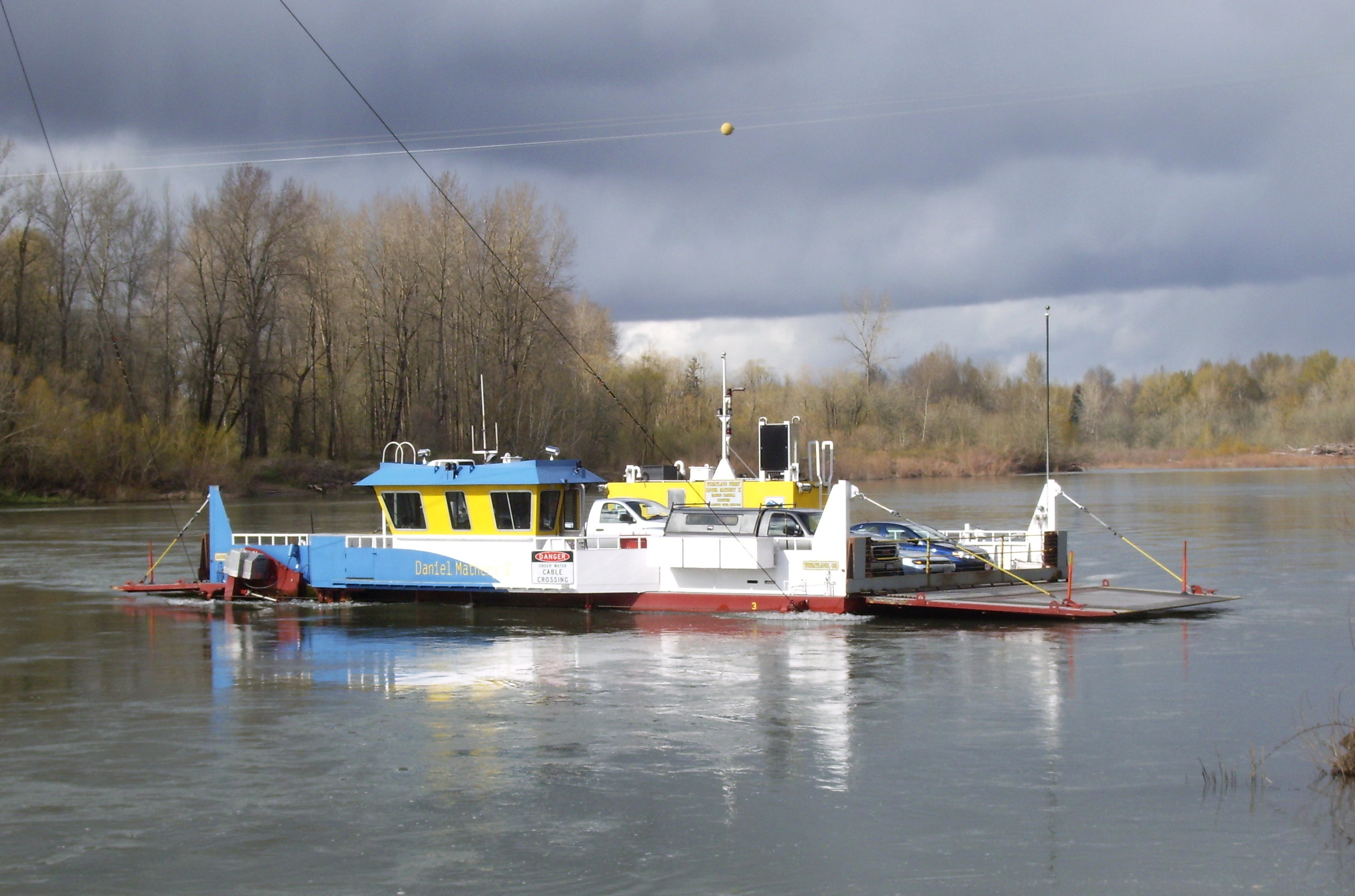
Ferry Wheatland

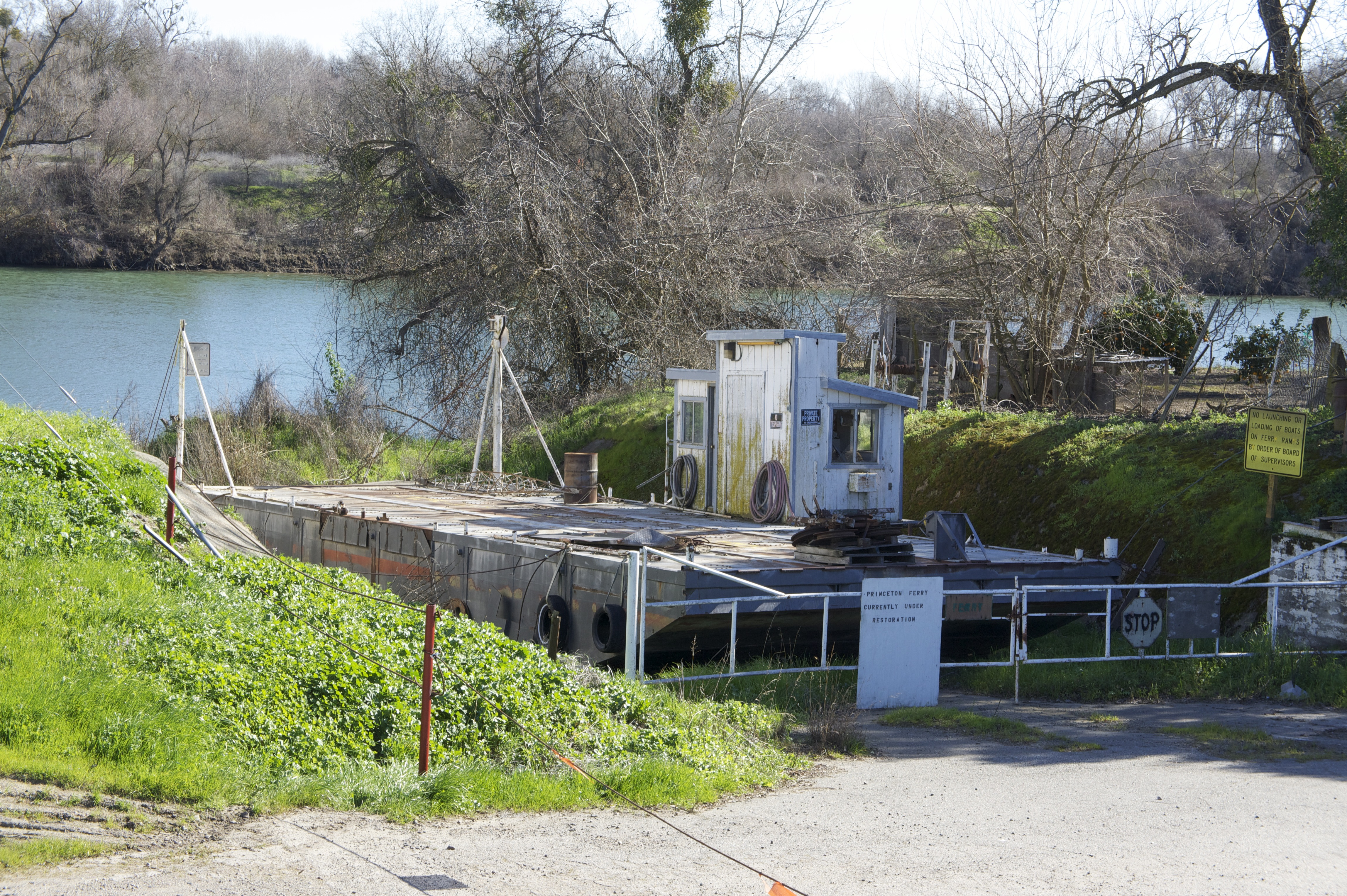
Ferry Princeton (en renovación)

- Akers Ferry, cruza el río Current cerca de Salem en Misuri
- Avoca Island Ferry, cruza el intracoastal waterway hasta la isla Avoca cerca de Morgan City en Louisiana
- Bemus-Point Stow Ferry, cruza lago Chautauqua en Nueva York
- Buena Vista Ferry, cruza el río Willamette en Oregón
- Canby Ferry, cruza el río Willamette en Oregón
- Los Ébanos Ferry, cruza el Río Grande entre Los Ébanos y Gustavo Díaz Ordaz
- Ferry Elwell, cruza el río Cape Fear en Carolina del Norte
- Ferry Fredericktown, cruza el río Monongahela en el suroeste de Pensilvania[18]
- Ferry Hatton, cruza el río James en Virginia
- Ferry Ironton, cruza an arm of lago Charlevoix en Michigan
- Ferry J-Mack, cruza un ramal del río Sacramento en California[19][20]
- Ferry Merrimac, cruza el río Wisconsin en Wisconsin
- Ferry Merry Point, cruza el río Corrotoman en Virginia
- Ferry Parker's, cruza el río Meherrin en Carolina del Norte
- Ferry Princeton, cruza el río Sacramento en California[20]
- Ferry Sans Souci, cruza el río Cashie en Carolina del Norte
- Ferry Saugatuck, cruza el río Kalamazoo en Michigan
- Ferry Sunnybank, cruza el río Little Wicomico en Virginia
- Ferry Sycamore Island, cruza el río Potomac en Maryland
- Ferry Ticonderoga, cruza el lago Champlain entre Ticonderoga, Nueva York y Shoreham, Vermont
- Ferry Upper, cruza el río Wicomico  en Maryland[21]
- Ferry Valley View, cruza el río Kentucky en Kentucky
- Ferry Wheatland, cruza el río Willamette en Oregón
- Ferry White's, cruza el río Potomac en Maryland
- Ferry Whitehaven, cruza el río Wicomico en Whitehaven, Maryland[21]
- Ferry Woodland, cruza el río Nanticoke en Delaware[21]

### Estonia
- Ferry Kavastu, cruza Emajõgi en Kavastu.

### Finlandia

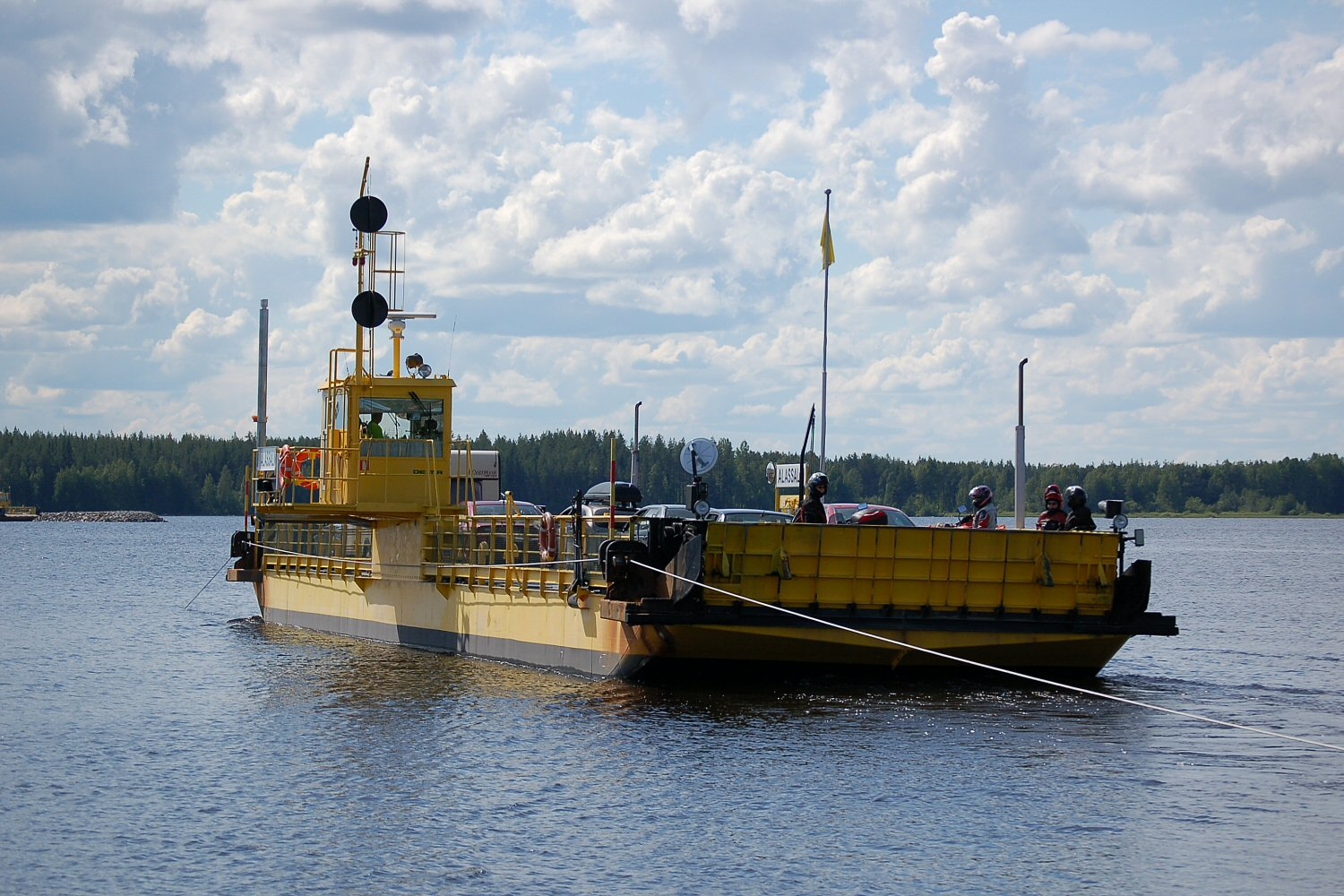
Alassalmi cable ferry

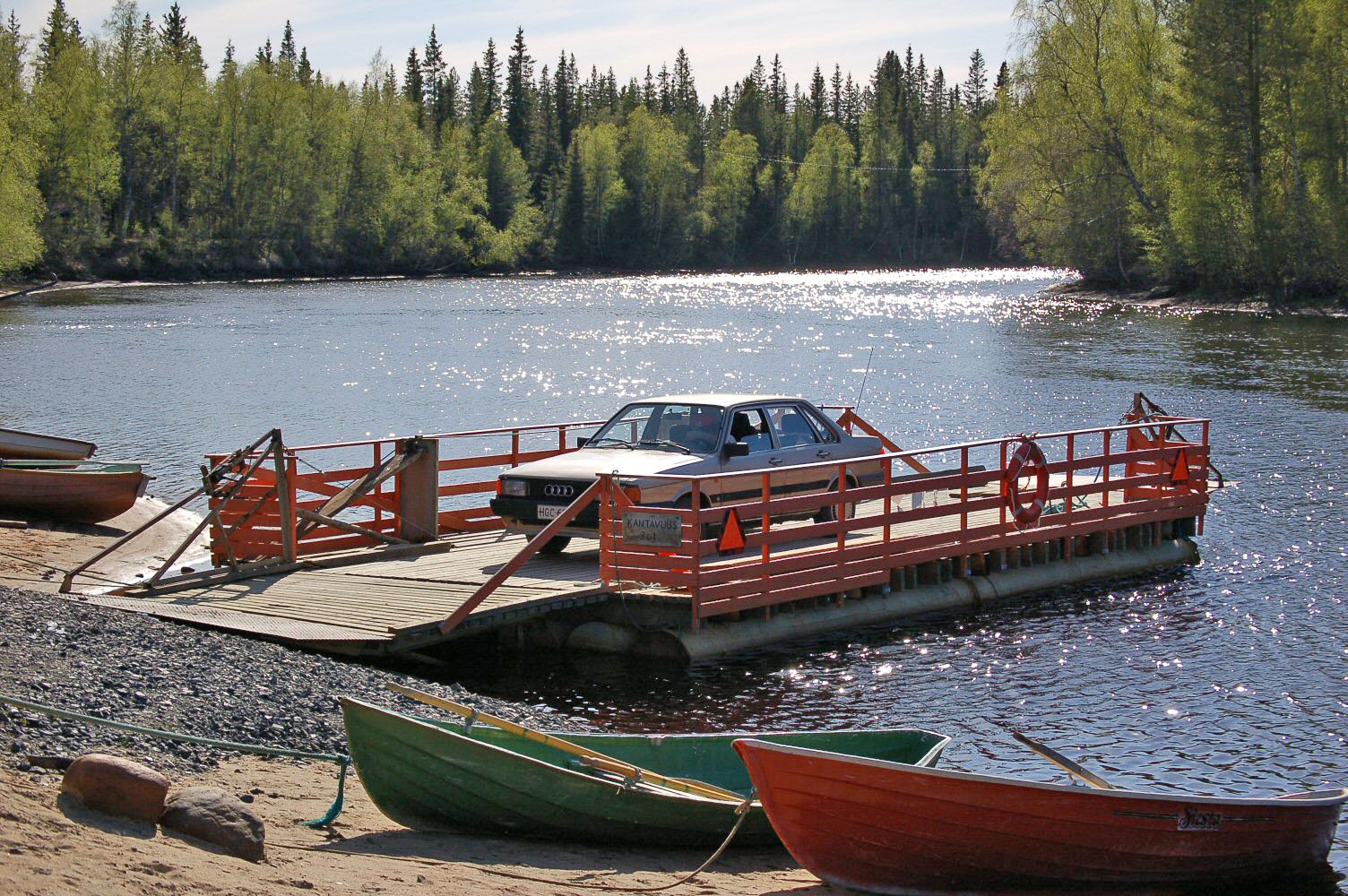
Karhun cable ferry

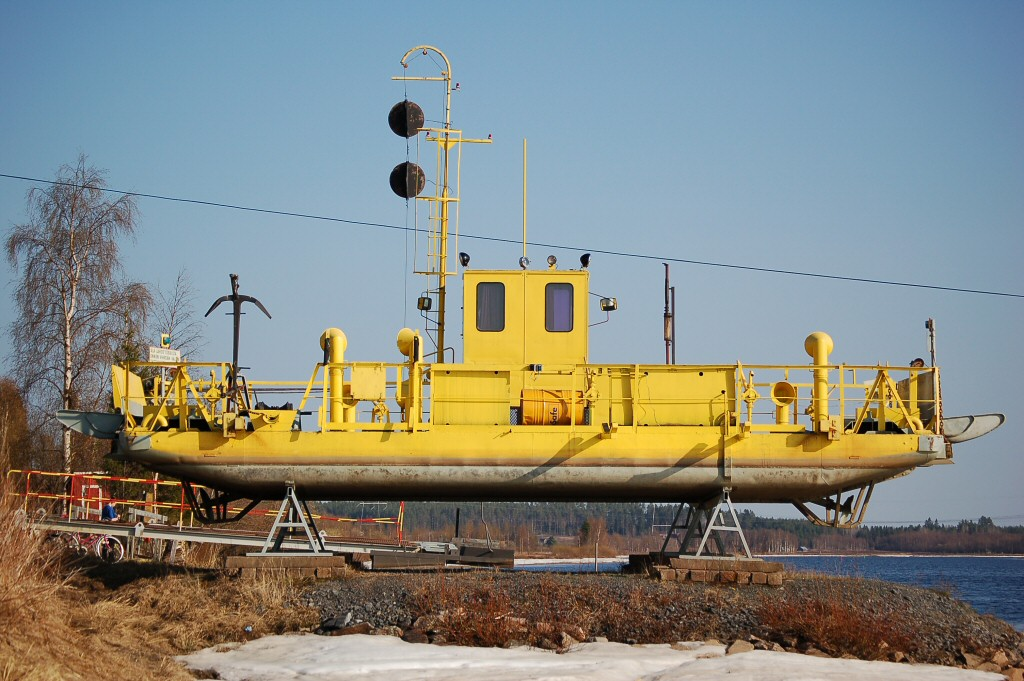
Pikkarala ferry wintering on the shore of Oulujoki.

- Alassalmi Ferry, cruza el estrecho de Alassalmi en el lago Oulujärvi entre la isla Manamansalo y el continente
- Arvinsalmi Ferry, cruza el estrecho de Arvinsalmi entre las municipalidades de Rääkkylä y Liperi
- Barösund Ferry, cruza el estrecho de Barösund entre las islas Barölandet y Orslandet
- Bergö Ferry, en Bergö
- Eskilsö Ferry
- Hanhivirta Ferry, en Enonkoski
- Hirvisalmi Ferry, cruza el estrecho de Hirvisalmi entre el continente y la isla Paalasmaa en Juuka
- Hämmärönsalmi Ferry, cruza el estrecho de Hämmärönsalmi (Rimito-Hanka) en Rimito, Nådendal (parte de la carretera 1890)
- Högsar Ferry, entre las islas Högsar y Storlandet en Nagu, Väståboland (parte de la carretera 12019)
- Karhun Cable Ferry, entre el continente y la isla de Karhu, Ii
- Keistiö Ferry, entre las islas de Keistiö y Iniö en Iniö, Väståboland
- Kivimo Ferry, entre Roslax, en el continente, y las islas Houtskär y Kivimo en Houtskär, Väståboland
- Kokkila Ferry, entre Kokkila, en el continente, y  Angelniemi en la isla Kemiö (parte de la carretera 1835)
- Kyläniemi Ferry, entre Utula and Kyläniemi
- Lövö Ferry, entre las islas Kasnäs y Lövö en Hitis, Kimitoön (parte de la carretera 1830)
- Mossala Ferry, entre las islas Björkö y Mossala en Houtskär, Väståboland (parte de la carretera regional 12003)
- Pellinki Ferry, entre el continente y la isla de Pellinki
- Pettu Ferry, entre las islas Pettu y Utö en Finby, Salo
- Pikkarala Ferry, cruza el río Oulujoki en Pikkarala, Oulu
- Puutossalmi Ferry, en Kuopio
- Saverkeit Ferry, entre continente Houtskär y las islas Västra Saverkeit en Houtskär, Väståboland (parte de la carretera 12005)
- Skagen Ferry, entre las islas  Jumo y Iniö en Iniö, Väståboland (parte de la carretera 12230)
- Skåldö Ferry, entre las islas Degerö y Skåldö en Ekenäs, Raseborg
- Tappuvirta Ferry, Tappuvirrantie
- Vartsala Ferry, entre las islas Vartsala y Kivimaa en Gustavs (parte de la carretera 192)
- Vånö Ferry, entre las islas Vånö y Attu en Pargas, Väståboland (parte de la carretera 12027)

#### Åland
- Björkölinjen, cruza el estrecho de Björkösund entre las islas  Korsö (en la municipalidad de  Kumlinge) y Bockholm (en la municipalidad de Brändö)
- Embarsundlinjen, cruza el estrecho de Embarsund en Föglö municipality, entre las islas  de Finholma y Jyddö
- Töftölinjen, cruza el estrecho de Prästösund entre the islands of Töftö (en la municipalidad de Vårdö) and Prästö (en la municipalidad de  Sund)
- Seglingelinjen, cruza el estrecho entre las islas de Seglinge y Snäckö (ambas en la localidad de Seglinge en la municipalidad de  Kumlinge)
- Simskälalinjen, cruza el estrecho entre las islas de Alören y Östra Simskäla (ambas en la municipalidad de Vårdö)
- Ängsösundlinjen, cruza el estrecho de Ängösund entre las islas de  Lumparland (en la municipalidad de Lumparland) y Ängö (en la municipalidad de Vårdö)

### España

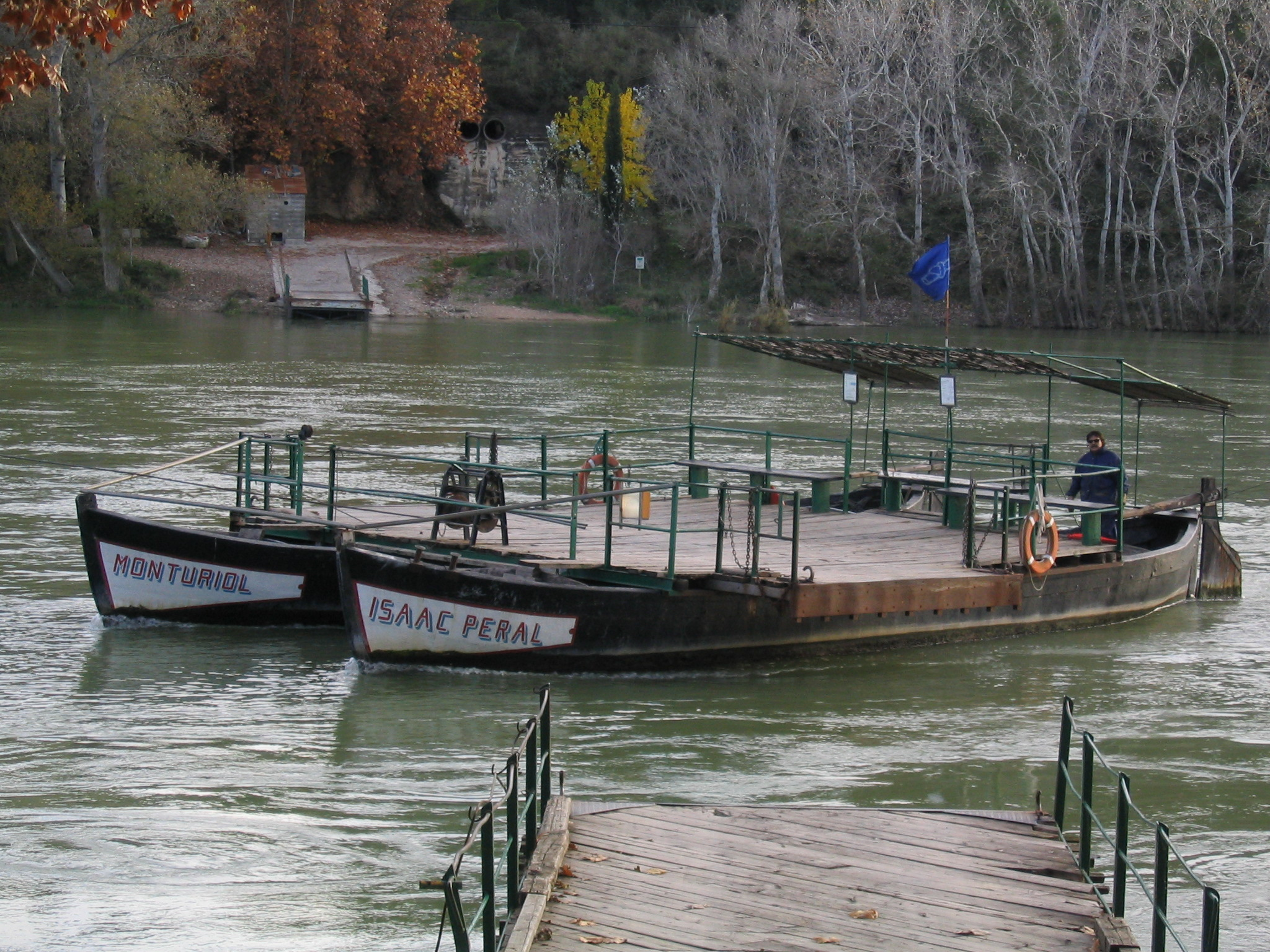
Transbordador en Paso de Barca de Miravet

- Paso de Barca de Miravet, cruza el río Ebro en Miravet, Cataluña

### Francia
- Bac du Sauvage, cruza un ramal del Ródano, el Pequeño Ródano, en la Camargue

### Hong Kong
- Nam Sang Wai Ferry, en Nam Sang Wai en el noroeste de New Territories

### Italia
- Dos ferris de cable cruzan el puerto de Cesenatico, en Romaña

### Mozambique

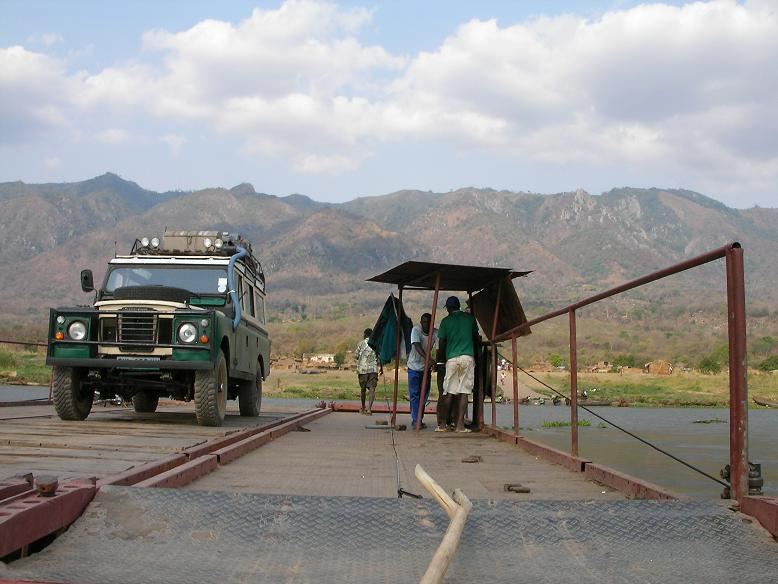
Chain ferry being handcranked en Mozambique

- Ferry cruza el río Shire, 37 km al sur la frontera más meridional de Malawi

### Países Bajos
Hay más de 100 ferris de cable en los Países Bajos, de los cuales 11 utilizan un cable flotante con un solo anclaje. Los más largos son accionados generalmente por un tornillo de hélice con motor diésel, los más pequeños suelen utilizar el cable para la propulsión. La mayor parte de los ferris de cable más largos usan la corriente para ganar parte de su propulsión, como un ferry de reacción. Algunos ejemplos:
- Cuijk ferry, cruza el río Meuse en Cuijk
- Genemuiden ferry, cruza el Zwarte Water en Genemuiden
- Jonen ferry, cruza el Walengracht en Jonen, sólo para peatones y ciclistas, enlazado con un cabrestante, a la otra orilla por un motor eléctrico en una de las orillas.
- Lexkesveer, cruza el Nederrijn cerca de Wageningen, mencionado por vez primera en 1426
- Oijen Ferry, cruza el río Meuse en Oijen
- Wijhe Ferry, cruza el IJssel en Wijhe
- Wijk bij Duurstede ferry, cruza el río Lek. Este ferri usa un cable flotante.

### Noruega
- Espevær Ferry, en Bømlo
- Duesund–Masfjordnes, en Nordhordland

### Nueva Zelanda
- Tuapeka Mouth Ferry, en Tuapeka - South Island, on the Clutha River

### Polonia

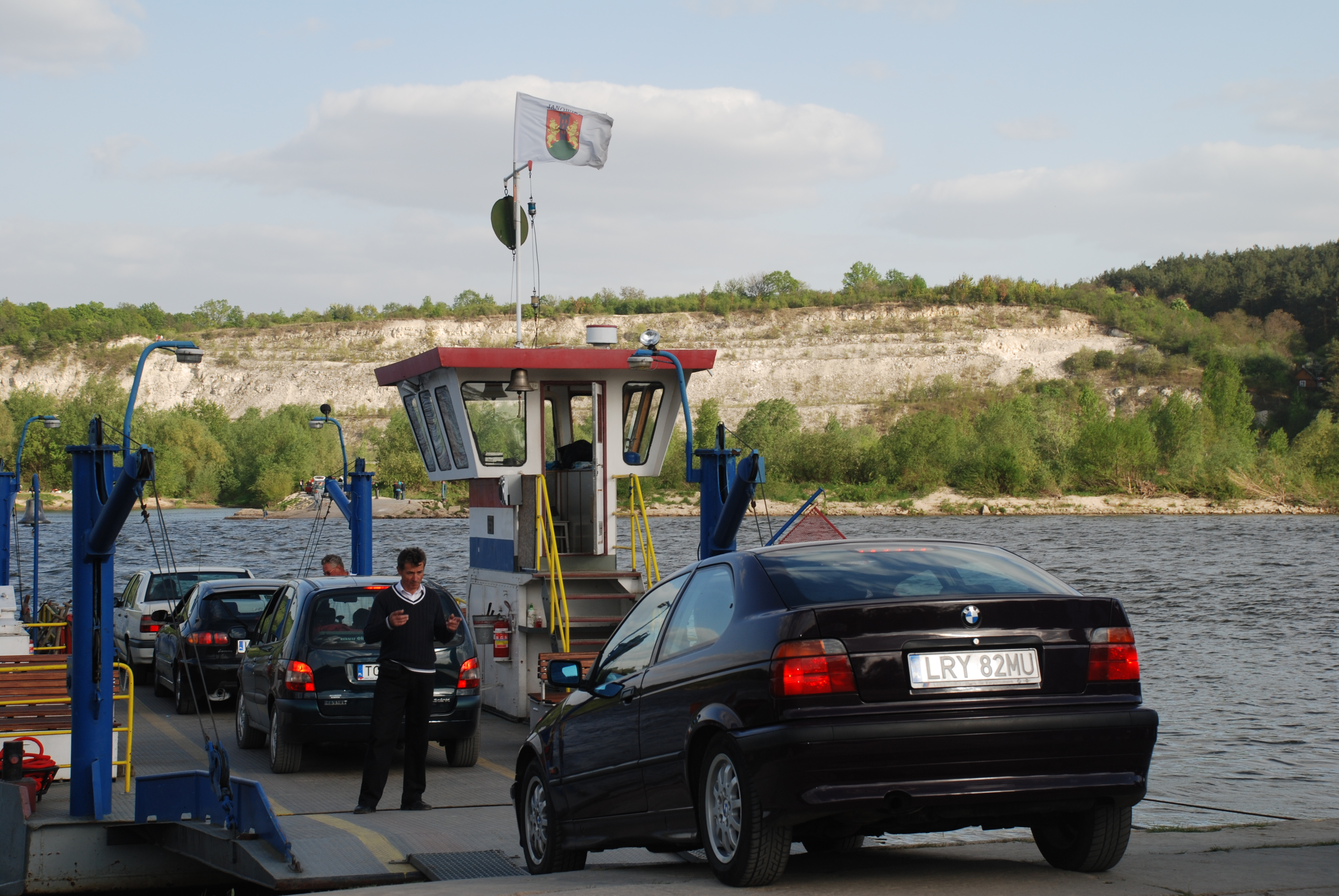
Ferry en Kazimierz Dolny-Janowiec (Polonia, río Vistula)

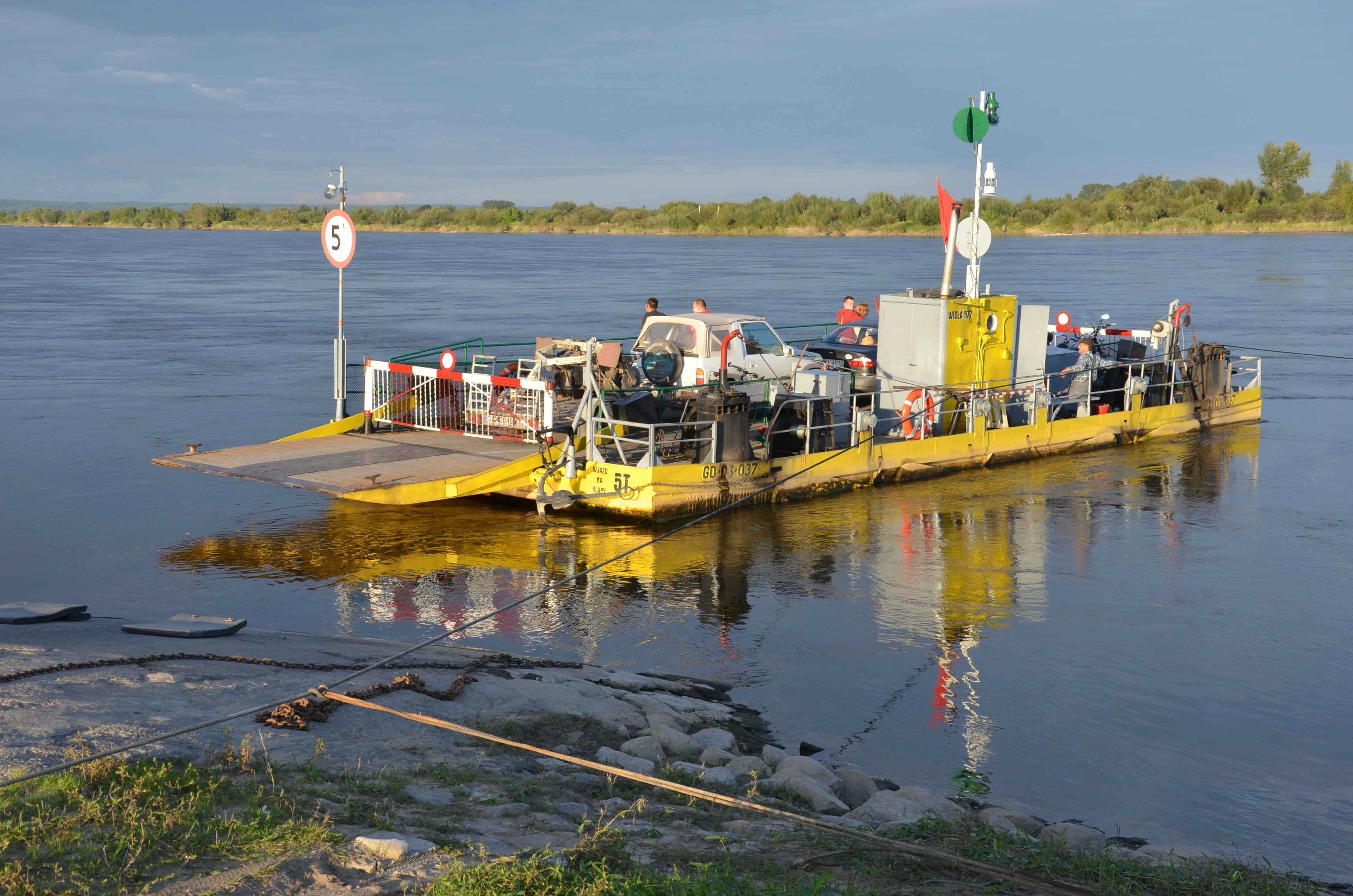
Ferry en Gniew (Polonia, río Vístula)

- Biechowy Ferry, cruza el Warta entre Biechowy y Piersk[23]
- Borusowa Ferry, cruza el Vístula entre Borusowa y Nowy Korczyn carretera n.º 973[24]
- Brody Ferry, cruza el Oder en Brody carretera n.º 280[25]
- Brzeg Dolny Ferry, cruza el Oder entre Brzeg Dolny y Głoska
- Ciszyca Ferry, cruza el Vistula entre Tarnobrzeg y Ciszyca carretera n.º 758
- Czchów Ferry, cruza el Dunajec entre Czchów y Piaski Drużków
- Czeszewo Ferry, cruza el Warta en Czeszewo
- Dębno Ferry, cruza el Warta entre Dębno y Orzechowo
- Gniew Ferry, cruza el Vistula entre Gniew y Janowo carretera n.º 510
- Grzegorzowice Ferry, cruza el Oder entre Grzerorzowice y Ciechowice carretera n.º 421
- Janowiec Ferry, cruza el Vistula entre Kazimierz Dolny y Janowiec
- Korzeniewo Ferry, cruza el Vistula entre Korzeniewo y Opalenie carretera n.º 232
- Kozubów Ferry, cruza el Warta entre Kozubów y Osina
- Krzemienna Ferry, cruza el río San entre Krzemienna y Jabłonica Ruska
- Milsko Ferry, cruza el Oder entre Milsko y Przewóz carretera n.º 282
- Nozdrzec Ferry, cruza el San entre Nozdrzec y Dąbrówka Starzeńska
- Opatowiec Ferry, cruza el Vistula entre Opatowiec y Ujście Jezuickie
- Otfinów Ferry, cruza el Dunajec entre Otfinów y Pasieka Otfinowska
- Pogorzelica Ferry, cruza el Warta entre Pogorzelica y Nowa Wieś Podgórna
- Połaniec Ferry, cruza el Vistula entre Połaniec y Gliny Małe
- Połęcko Ferry, cruza el Oder entre Połęcko y Chlebowo carretera n.º 138
- Pomorsko Ferry, cruza el Oder en Pomorsko carretera n.º 281
- Siedliszowice Ferry, cruza el Dunajec entre Siedliszowice y Wietrzychowice
- Sławsk Ferry, cruza el Warta entre Sławsk y Węglewskie Holendry
- Świniary Ferry, cruza el Vistula entre Baranów Sandomierski y Świniary carretera n.º 872
- Waki Ferry, cruza el Warta en Waki

### Reino Unido

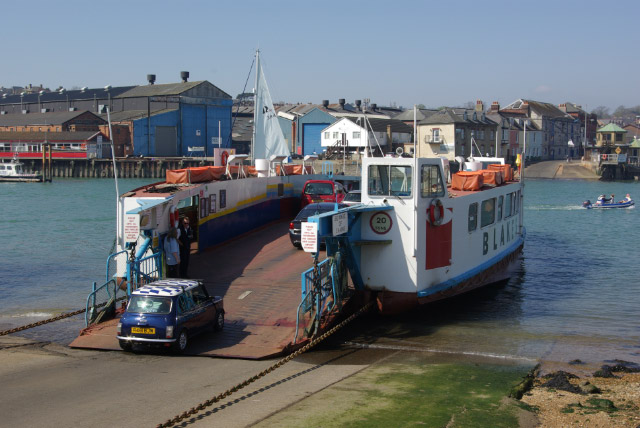
Embarcando en el Cowes Floating Bridge en East Cowes, isla de Wight.

- Butts Ferry, cruza el río Exe en Exeter, Devon
- Cowes Floating Bridge, cruza el río Medina en la isla de Wight
- Dartmouth Higher Ferry, cruza el río Dart en Devon
- Hampton Ferry, cruza el río Avon cerca de Evesham en Worcestershire
- Hampton Loade Ferry, cruza el río Severn en Shropshire
- King Harry Ferry, cruza el río Fal en Cornwall
- Reedham Ferry, cruza el río Yare en Norfolk
- Sandbanks Ferry,cruza la entrada al Poole Harbour en Dorset
- Stratford-upon-Avon Ferry, cruza el río Avon en Stratford-upon-Avon en Warwickshire
- Torpoint Ferry, cruza el río Tamar entre Devon y Cornwall
- Trowlock Island Ferry, hasta la isla Trowlock en el río Támesis
- Windermere Ferry, cruza Windermere en Cumbria

### República Checa
- Dolní Žleb Ferry, cruza el río Elba en Dolní Žleb cerca de Děčín

### Sudáfrica
- Malgas Ferry, cruza el río Breede en Malgas, Western Cape

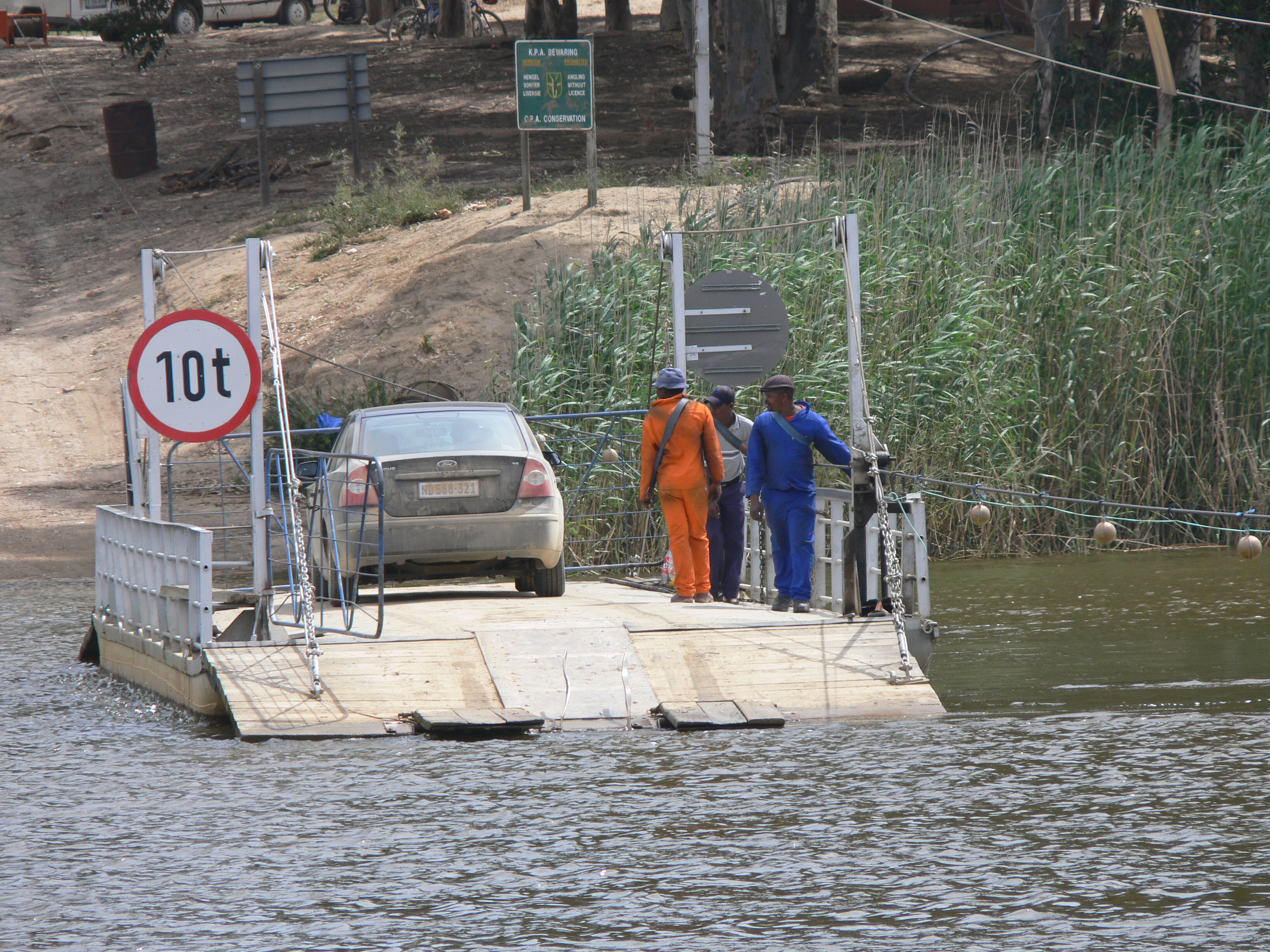
Malgas Ferry en el río Breede, Western Cape, Sudáfrica

### Suecia

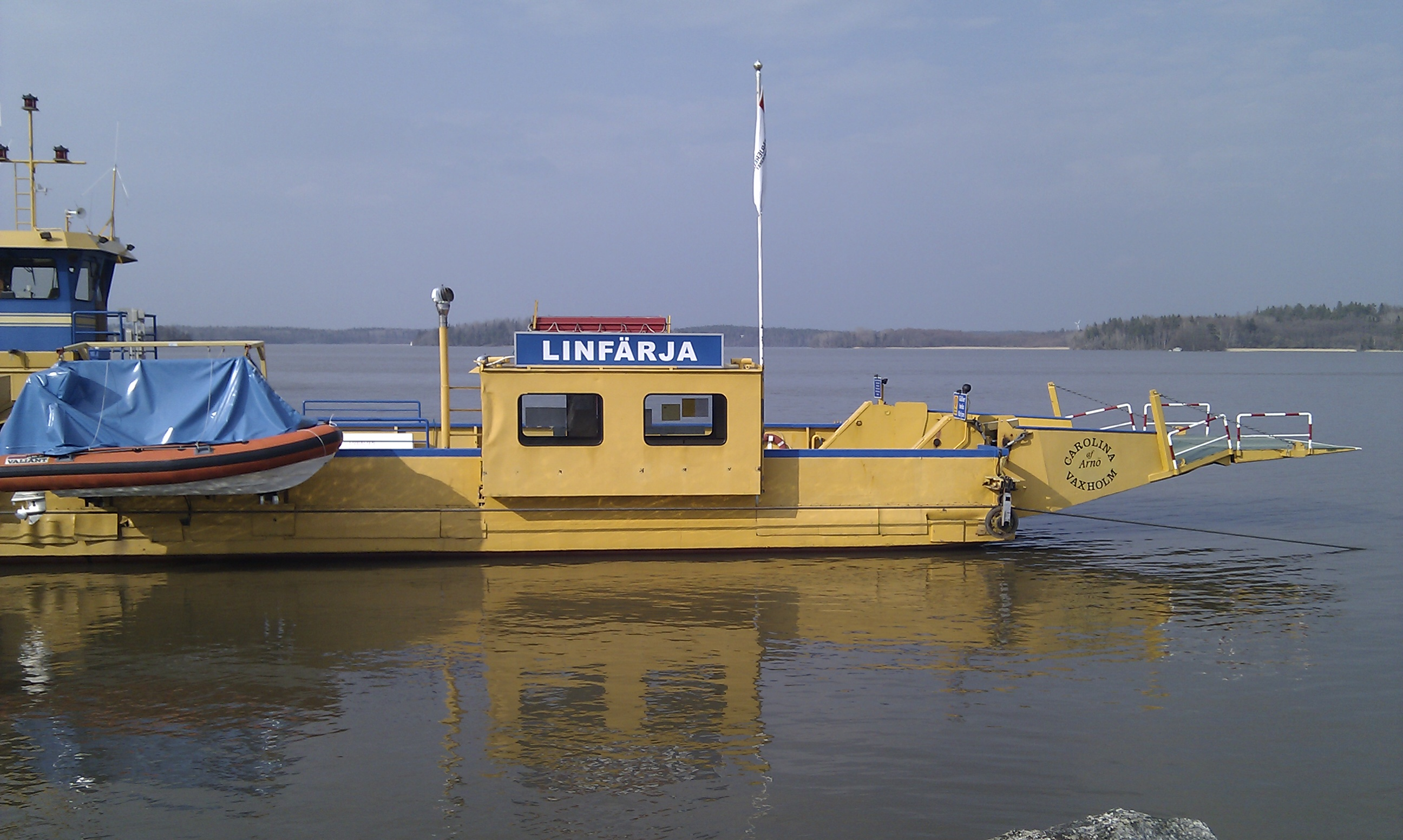
The Swedish ferry Carolina af Arnö en el lago Mälaren. El color amarillo es típico de los ferris de automóviles en Suecia.

- Adelsön Ferry, en el lago Mälaren desde Munsö hasta Adelsö[26]
- Ammerö Ferry, en Ravunda Lake desde Ammer hasta Stavre[27]
- Arnö Ferry, en el lago Mälaren desde Oknö hasta Arnö[28]
- Avan Ferry, cruza el río Lule desde Avan hasta Norra Sunderbyn[29]
- Boheden Ferry, cruza Djupträsket desde Sandudden hasta Boheden[30]
- Bohus Malmön Ferry, desde Malmön hasta Roparöbacken[31]
- Bojarkilen Ferry, cruza Bojarkilen en Strömstad[32]
- Bolmsö Ferry, cruza el lago Bolmen desde Sunnaryd hasta Bolmsö[33]
- Hamburgsund Ferry, cruza Hamburgsund desde Hamburgsund hasta Hamburgön[34]
- Högmarsö Ferry, desde Högmarsö hasta Svartnö[35]
- Högsäter Ferry, cruza Byälven desde Högsäter hasta Fryxnäs[36]
- Isö Ferry, cruza Storsjön desde Isön hasta Norderön[37]
- Ivö Ferry, cruza el lago Ivö entre Barum y Ivö Island[38]
- Kostersundet Ferry, cruza Kostersundet desde las islas Koster hasta Sydkoster[39]
- Torpön Ferry, cruza lago Sommen desde Torpön hasta Blåvik[40]
- Ytterö Ferry, desde Ytterön hasta Yttre park[41]

### Suiza
- Basler Fähren, cuatro rutas cruzan el río Rin en la ciudad de Basilea

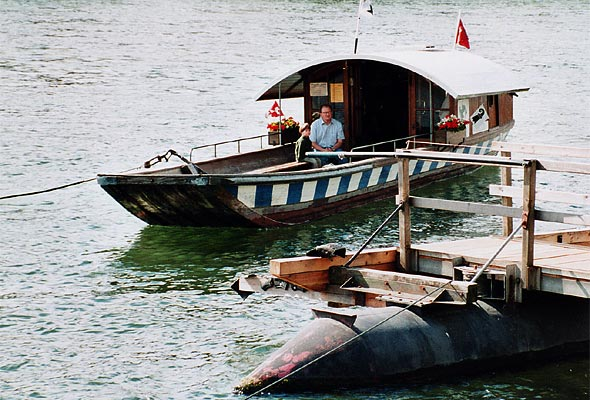
Transbordador de cable para pasajeros en Basilea.

### Zambia
- Ferry Chambeshi, cruza el río Chambeshi cerca de Mbesuma
- Ferry Kabompo, cruza el río Kabompo 80 km al sureste de Kabompo
- Ferry Kafue, cruza el río Kafue 4,5 km al oeste del río Zambeze

### Zimbabue
- Ferry Ekusileni, cruza el río Insiza aguas abajo de Filabusi